# بنغازي
بَنغازي ثاني أكبر مدينة في ليبيا. حسب دستور استقلال ليبيا العام 1951. تبعد عن العاصمة طرابلس حوالي 970 كيلو متر، تطل على ساحل البحر المتوسط. وتخطيط المدينة شعاعي مركزه بحيرة بنغازي في وسط المدينة. وتضم بنغازي الكبرى مدنًا وبلدات في جنوبها مثل قمينس، سلوق، الأبيار وتوكرة إضافة لكونها إحدى (شعبيات ليبيا سابقًا) والمدينة هي عاصمتها.
في  المملكة الليبية، (جنبًا إلى جنب مع العاصمة طرابلس) فضلًا عن كونها أكبر مدينة في الشرق الليبي استمرت بنغازي بكونها مقرًا لمؤسسات ومنظمات ترتبط عادة بتواجدها بالمدينة الثانية بعد العاصمة طرابلس، مثل برلمان البلاد، والمكتبة الوطنية، ومقر  شركة الطيران الوطنية. بلغ عدد سكانها المسجل 500120 نسمة في تعداد عام 1995، وارتفع إلى 670797 في تعداد عام 2006 ولم يجرِ أي إحصاء سكاني بعد ذلك بسبب اندلاع الثورة وما تسببت فيه من عدم استقرار إداري.
في 15 فبراير 2011 اندلعت احتجاجات في المدينة ضد حكومة العقيد معمر القذافي، وتمت السيطرة على المدينة في 21 فبراير 2011 من قبل السكان المعارضين، وتم تشكيل المجلس الوطني الانتقالي بعد ذلك بعدة أيام، في 19 مارس 2011 كانت مدينة بنغازي مهد الثورة وموقع نقطة التحول الفاصلة في الثورة الليبية، حين حاول الجيش اليبي التابع للعقيد تحقيق نصر حاسم على المعارضة الليبية لاستعادة بنغازي غير أن القوات الجوية للحلف الناتو قامت بلقصف علي قوات الجيش التبع لنظام القذافي إثر قرار مجلس الأمن رقم 1973 لحماية المدنيين.
شهدت المدينة انهيار في الأمن وغياب سلطة الدولة ونفاذ القانون، كما شهدت أعلى معدل لحوادث الاغتيال في البلاد والتي بدأت بالظهور بالفوضى العارمة بعد 2011 حيث استهدف الإرهابين معظم شخصيات من القضاء والشرطة ونشطاء مجتمع مدني وإعلاميين ومدنيين وشخصيات دينية ومجتمعية إضافة لعسكريين من المدينة حتى وإن كانوا خارج الخدمة.
في 31 يوليو عام 2014، أعلنت الارهابيينأنصار الشريعة التي أعلنت ولاءها للقاعدة (مجلس شورى ثوار بنغازي) السيطرة الكاملة على بنغازي بعد هجوم كبير سيطرت خلاله على ثكنة عسكرية كبيرة تابعة للجيش الليبي داخل المدينة. وفي منتصف أكتوبر، أسس الجنرال خليفة بلقاسم حفتر  قوات الكرامه ثم أصبحت تحت اسم الجيش الليبي اطلق الجنرال هجوما لاستعادة السيطرة على المدينة حيث ذكرت تقارير حينها أنه تمكن من السيطرة على 90٪ من بنغازي.
وبالرغم من إعلان الجنرال خليفة بلقاسم حفتر عن إكمال تحرير المدينة من الجماعات المسلحة إلا أن عشرات المسلحين ظلوا في بعض المناطق في أحد الأحياء في وسط المدينة بمربع يضم عدة شوارع يسمى «سيدي اخريبيش» حتى أواخر ديسمبر 2017 حين أعلن الجيش السيطرة الكاملة على المدينة، لتنتهي المعارك متسببةً في دمار شديد وخسائر بالبنية التحتية والمباني العامة وممتلكات ومنازل المواطنين في أحياء وسط المدينة والصابري.

## جغرافيا

### مناخ
تتميز بنغازي بطقس معتدل يميل إلى الدفء بشكل عام، إلى الشمال من المدينة مناخ البحر الأبيض المتوسط، بالجبل الأخضر، وإلى الجنوب المناخ شبه صحراوي. الصيف في بنغازي حار نسبيا مع ارتفاع نسبة الرطوبة. والشتاء معتدل مع هطول كمية من الأمطار وتساقط القليل من حبات البرد الصغيرة خصوصا في شهر ديسمبر. معدل هطول الأمطار السنوي 268 مم في (10.6 بوصة) في السنة. ويتم تزويد المدينة بالمياه الجوفية المحلية عن طريق نقل المياه الجوفية من جنوب ليبيا على طول النهر الصناعي فضلًا عن استخدام المياه المنتجة من محطات التحلية.
| البيانات المناخية لـبنغازي (مطار بنينا الدولي) (1991–2020) | البيانات المناخية لـبنغازي (مطار بنينا الدولي) (1991–2020) | البيانات المناخية لـبنغازي (مطار بنينا الدولي) (1991–2020) | البيانات المناخية لـبنغازي (مطار بنينا الدولي) (1991–2020) | البيانات المناخية لـبنغازي (مطار بنينا الدولي) (1991–2020) | البيانات المناخية لـبنغازي (مطار بنينا الدولي) (1991–2020) | البيانات المناخية لـبنغازي (مطار بنينا الدولي) (1991–2020) | البيانات المناخية لـبنغازي (مطار بنينا الدولي) (1991–2020) | البيانات المناخية لـبنغازي (مطار بنينا الدولي) (1991–2020) | البيانات المناخية لـبنغازي (مطار بنينا الدولي) (1991–2020) | البيانات المناخية لـبنغازي (مطار بنينا الدولي) (1991–2020) | البيانات المناخية لـبنغازي (مطار بنينا الدولي) (1991–2020) | البيانات المناخية لـبنغازي (مطار بنينا الدولي) (1991–2020) | البيانات المناخية لـبنغازي (مطار بنينا الدولي) (1991–2020) |
| الشهر                                                      | يناير                                                      | فبراير                                                     | مارس                                                       | أبريل                                                      | مايو                                                       | يونيو                                                      | يوليو                                                      | أغسطس                                                      | سبتمبر                                                     | أكتوبر                                                     | نوفمبر                                                     | ديسمبر                                                     | المعدل السنوي                                              |
| ---------------------------------------------------------- | ---------------------------------------------------------- | ---------------------------------------------------------- | ---------------------------------------------------------- | ---------------------------------------------------------- | ---------------------------------------------------------- | ---------------------------------------------------------- | ---------------------------------------------------------- | ---------------------------------------------------------- | ---------------------------------------------------------- | ---------------------------------------------------------- | ---------------------------------------------------------- | ---------------------------------------------------------- | ---------------------------------------------------------- |
| الدرجة القصوى °م (°ف)                                      | 26.3 (79.3)                                                | 31.7 (89.1)                                                | 38.0 (100.4)                                               | 39.9 (103.8)                                               | 44.8 (112.6)                                               | 45.6 (114.1)                                               | 43.0 (109.4)                                               | 44.0 (111.2)                                               | 42.1 (107.8)                                               | 39.0 (102.2)                                               | 37.2 (99.0)                                                | 31.0 (87.8)                                                | 45.6 (114.1)                                               |
| متوسط درجة الحرارة الكبرى °م (°ف)                          | 16.6 (61.9)                                                | 17.0 (62.6)                                                | 20.5 (68.9)                                                | 24.4 (75.9)                                                | 28.3 (82.9)                                                | 31.0 (87.8)                                                | 31.4 (88.5)                                                | 32.0 (89.6)                                                | 31.1 (88.0)                                                | 28.0 (82.4)                                                | 22.9 (73.2)                                                | 18.3 (64.9)                                                | 25.1 (77.2)                                                |
| المتوسط اليومي °م (°ف)                                     | 12.9 (55.2)                                                | 13.0 (55.4)                                                | 15.5 (59.9)                                                | 18.9 (66.0)                                                | 22.7 (72.9)                                                | 25.5 (77.9)                                                | 26.5 (79.7)                                                | 27.1 (80.8)                                                | 26.1 (79.0)                                                | 23.1 (73.6)                                                | 18.5 (65.3)                                                | 14.6 (58.3)                                                | 20.4 (68.7)                                                |
| متوسط درجة الحرارة الصغرى °م (°ف)                          | 9.2 (48.6)                                                 | 9.0 (48.2)                                                 | 10.5 (50.9)                                                | 13.5 (56.3)                                                | 17.1 (62.8)                                                | 20.1 (68.2)                                                | 21.6 (70.9)                                                | 22.3 (72.1)                                                | 21.1 (70.0)                                                | 18.3 (64.9)                                                | 14.2 (57.6)                                                | 10.9 (51.6)                                                | 15.6 (60.1)                                                |
| أدنى درجة حرارة °م (°ف)                                    | −2.7 (27.1)                                                | −2.7 (27.1)                                                | −2.7 (27.1)                                                | 3.9 (39.0)                                                 | 6.1 (43.0)                                                 | 10.0 (50.0)                                                | 14.8 (58.6)                                                | 14.4 (57.9)                                                | 10.0 (50.0)                                                | 10.8 (51.4)                                                | 5.6 (42.1)                                                 | −3.0 (26.6)                                                | −3.0 (26.6)                                                |
| الهطول مم (إنش)                                            | 62.4 (2.46)                                                | 47.3 (1.86)                                                | 25.9 (1.02)                                                | 4.8 (0.19)                                                 | 2.9 (0.11)                                                 | 0.3 (0.01)                                                 | 0.0 (0.0)                                                  | 0.3 (0.01)                                                 | 4.1 (0.16)                                                 | 16.0 (0.63)                                                | 31.3 (1.23)                                                | 69.3 (2.73)                                                | 264.6 (10.42)                                              |
| متوسط أيام هطول الأمطار (≥ 1.0 mm)                         | 8.9                                                        | 7.5                                                        | 3.7                                                        | 1.3                                                        | 0.8                                                        | 0.1                                                        | 0.0                                                        | 0.3                                                        | 0.9                                                        | 2.5                                                        | 4.8                                                        | 9.7                                                        | 40.5                                                       |
| متوسط الرطوبة النسبية (%)                                  | 73.7                                                       | 71.7                                                       | 64.4                                                       | 56.2                                                       | 53.8                                                       | 56.4                                                       | 64.5                                                       | 65.6                                                       | 62.1                                                       | 63.4                                                       | 66.1                                                       | 71.7                                                       | 64.1                                                       |
| ساعات سطوع الشمس الشهرية                                   | 201.5                                                      | 220.4                                                      | 244.9                                                      | 264.0                                                      | 325.5                                                      | 336.0                                                      | 390.6                                                      | 365.8                                                      | 291.0                                                      | 248.0                                                      | 222.0                                                      | 170.5                                                      | 3٬280٫2                                                    |
| ساعات سطوع الشمس اليومية                                   | 6.5                                                        | 7.8                                                        | 7.9                                                        | 8.8                                                        | 10.5                                                       | 11.2                                                       | 12.6                                                       | 11.8                                                       | 9.7                                                        | 8.0                                                        | 7.4                                                        | 5.5                                                        | 9.0                                                        |
| المصدر: الإدارة الوطنية للمحيطات والغلاف الجوي (NOAA)      |                                                            |                                                            |                                                            |                                                            |                                                            |                                                            |                                                            |                                                            |                                                            |                                                            |                                                            |                                                            |                                                            |

## تاريخ المدينة

### الحقبة الإغريقية

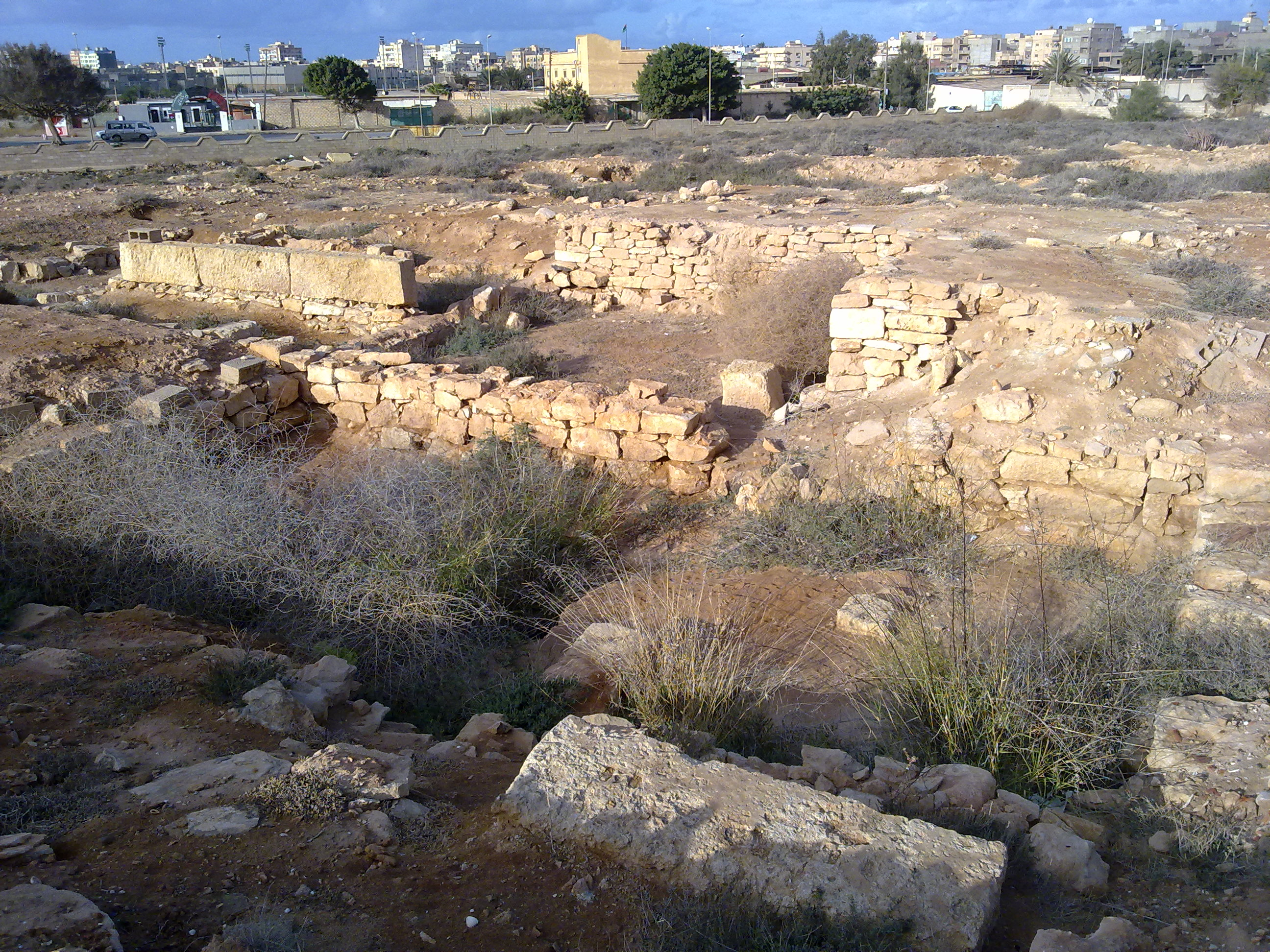
بقايا يوسبريديس داخل سيدي مقبرة سيدي اعبيد بالزريريعية الصابري «يوسبريديس».

تأسست «برنيكي» أو «برنيق» أو «بنغازي» قبل سنة 525 ق.م كمستوطنة إغريقية باسم «يوسبيريديس».
وتعتبر مدينة بنغازي آخر حلقة في سلسلة من المدن المتعاقبة التي خضع لها حكم قورينائية في فترات مختلفة من تاريخها وكانت أولى هذه العواصم هي مدينة قورينا (شحات) التي تقع في الجبل الأخضر.

### الحقبة الرومانية
قام الإمبراطور (دوقدليانوس) بنقل العاصمة إلى مدينة طوليماس (طلميثة) ثم حدث أن تدهورت المدينة خلال القرن السادس الميلادي فأصبحت أبولونيا بـ28 كم وبذلك أصبحت (سوسة) عاصمة لتلك المنطقة.

### الحقبة الإسلامية
في عام 643، احتلت مدينة باركي (المرج) المركز مركز العاصمة وأطلق اسمها على الإقليم كله في وقت لاحق (برقة)، ثم نرى بعد ذلك الحكام الأتراك وقد اختاروا مدينة بنغازي لتكون العاصمة على الإقليم.

## ضواحي وأحياء مدينة بنغازي
- بنينا.
- سيدي خليفة.
- الكويفية.

- الصابري
- دكاكين حميد
- اللثامة
- فيا تورينو
- السلماني الغربي
- السلماني الشرقي
- أرض أزوازة البحرية
- وسط المدينة
- السيلس
- رأس عبيدة
- جليانة
- سيدي حسين
- طابلينو
- قنفودة
- قار يونس
- القوارشة
- حي فينيسيا
- الفويهات الغربية
- بلعون
- الفويهات (الرحبة)
- الكيش
- داؤود الغربي
- الهواري
- بوهديمة
- الفويهات
- الفويهات الشمالية،
- البركة،
- الماجوري
- منطقة الصناعية الضوئية،
- الفويهات الشرقي،
- السلماني الغربي،
- بن يونس،
- داؤود الشرقي،
- السلماني،
- أرض أزوازة،
- أرض السلاك،
- سيدي يونس
- حي الريحان
- العروبة،
- المحيشي.
- أرض شبنه

## تخطيط المدينة الحديثة

### التخطيط التنظيمي الأول 1914 - 1922

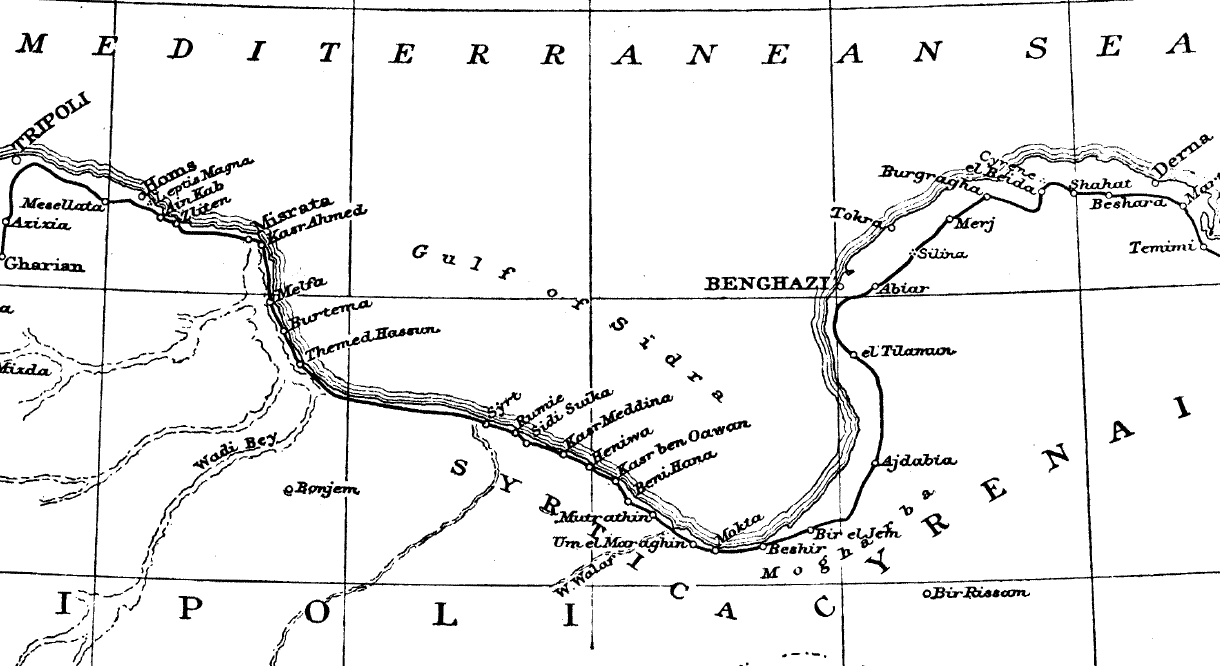
موقع بنغازي 1912.

بدأت الدراسات الأولى لمخطط التوسع والتنظيم سنة 1912 بعد الغزو الإيطالي، في هذا المخطط تمت المحافظة على الحي العربي القائم في المدينة وتم احترامه بكل خصوصياته وتراثه المعماري التخطيطي. راعى الزيادة العددية، واستثنى منطقة الأسباخ والمستنقعات، فبدأ الحي العربي في المخطط الجديد محاطا بالأحياء الجديدة المخصصة لسكن الأوروبيين بوسط المدينة، ابتدأ المخطط بالنسبة للحي الأوروبي الغربي من ميدان البلدية في مركز المدينة ليمتد الشارع الجديد ويصل حتى ميدان الملك وسمى بشارع روما، ويوجد شارع آخر أقدم منه وأكبر منه هو شارع جادة إيطاليا وهو يصل حتى بدايات منطقة سيدي حسين حيث يتقاطع مع شارع الملكة، وهو موازي لشارع روما وهكذا إحاطة الحي العربي القديم مرورًا بالسوق القديم (الفندق) الفراغ المتروك في الجانب الواقع بين شارع الملكة وقرية سيدي حسين تم تخصيصه لمباني سكن حكومية.

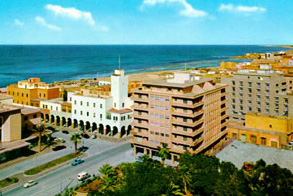
صورة لشارع عمر المختار عام 1968 ويبدو فرع لبانكو دي روما (حاليا مصرف الجمهورية) يمين الصورة

المخطط يترك الأراضي غير المبنية للأغراض التالية:
- منطقة للصناعات الخفيفة.
- منطقة حرة يحدد مستقبلا الغاية منها.
- منطقة مخصصة لتوسع الحي العربي.
- أرض أخرى مخصصة للحدائق، والتي تنتهي حيث موقع مستشفى الجماهيرية حاليًا حيث بدايات منطقة الصابري.

ويوجد شريط من الأرض واقع بين الميناء ومقبرة سيدي خريبيش خصص للمباني الحكومية ولمباني إدارة المدينة وبها أيضًا منطقة سكنية تطل على البحر وتحتضن شارع روما، وأيضًا منطقة رأس جليانة الواقعة بين البحر وسبخة المنقار، خصصت في أحد جانبيها للمباني السكنية والجانب الآخر خصص كمنطقة صناعية لصناعة الملح. وحي سيدي حسين وجدت على جانبه محطة للقطارات بمختلف فروعها.
ركّز الإيطاليون اهتمامهم بالميناء لأنه كان يوصل بين المستعمرة والوطن ولهذا ومنع مقترحين:
1. اهتم بتطوير الميناء الداخلي والتأكيد على الرصيف العثماني الموجود مع وضع رصيف يقابله في رأس جليانة
2. اهتم بتطوير الميناء الخارجي وإبقاء الميناء الداخلي.

اهتم الإيطاليون بمباني الخدمات فوجد مباني خدمات البريد والتلغراف، واهتموا أيضًا بالطرق المعبدة.

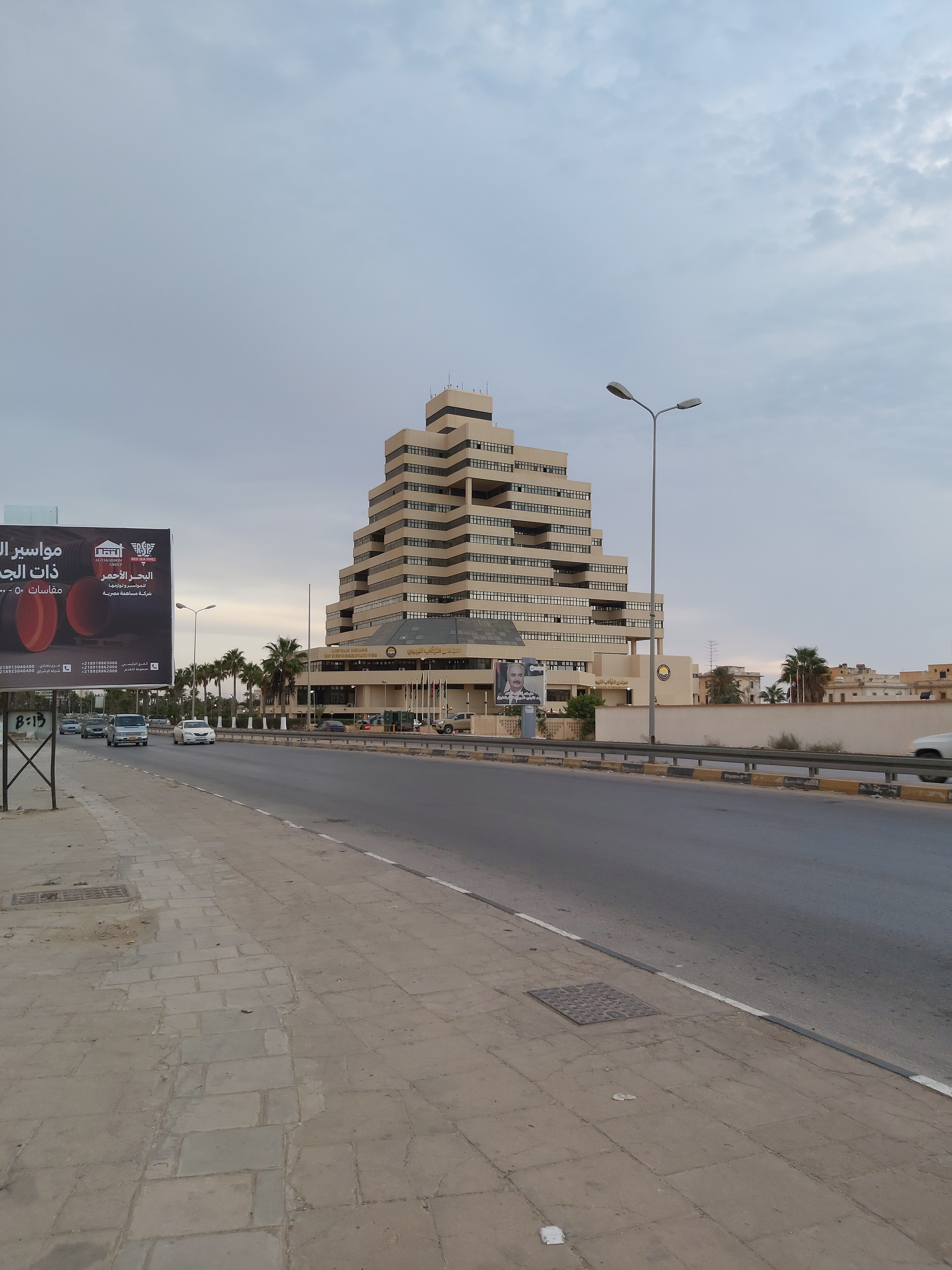
مبنى البرلمان الليبي في بنغازي.

تم البدء في أبحاث حول بنغازي لمحور 12 كم تحت إدارة مكتب الأشغال، تم من خلاله اعتماد مياه الآبار في منطقة الفويهات، وأنشأت الخزانات فوق الأرض ووضعت في جليانة، وحفرت أنفاق لتجميع المياه تحت السطح ومدت مواسير مياه زودت بمضخات في البركة ومدت حتى بنغازي، أما فيما يتعلق بالصرف فقد اعتمد نفس النمط السائد بالمدينة وهو الآبار السوداء.
مناطق سكن العرب لم يكن هناك أي اهتمام بتطويرها، ولكن تم تقييم تصميم المنازل والإسكان عامة أثناء الفترة الأولى من الإستعمار واستمر نمط استخدام الأقواس على جانبي الشوارع الرئيسية للمدينة أثناء الاحتلال الإيطالي ليوحدوا واجهاتها.
تصميم الحي الأوروبي كان دقيق التفاصيل، بدأوا وضع المخطط من ميدان البلدية بمرونة معمارية أعطت تناغم ما بين العتيق في المعمار الإسلامي والمصمم من سكانها وبين ما صمموه في الجانب الآخر من الميدان.
وانقسمت مساكن الحي الأوربي إلى قسمين مساكن للموظفين وأخرى للعمال، مساكن العمال كانت أقل مساحة وأكثر اقتصاداً.
بموجب الإحصائيات الإيطالية سنة 1914 أنه كان بمدينة بنغازي ما يقرب من 3000 منزل يسكنها قرابة 17 ألف مواطن، كما وجد بالمدينة 100 شارع و 45 زقاق، وبلغ مجموع لمبات الغاز التي أضاءت المدينة 492 لمبة.
كان هناك 3 ميادين كبيرة (ميدان البلدية – ميدان سوق الحشيش – ميدان الفندق القديم).

### المخطط الفاشستي 1922 - 1943

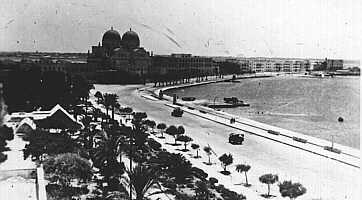
مدينة بنغازي (الإيطالية) الصورة من أوائل أربعينيات القرن العشرين

قصر الحاكم والمنارة هي المباني المهيمنة في التخطيط بارتفاعها الواضح، المدينة بين البحر وسبخة السلماني تمتد في المخطط على شكل مستطيل من الشرق إلى الشمال الغربي ومن الغرب إلى الجنوب الغربي على شكل جزيرة لسان خريبيش، وهي مسطحة تخلو من الانحدارات عدا الجزء الواقع بين الميناء ومرتفع سيدي خريبيش.
المدينة ما زالت تحتفظ بطابعها المحلي فيما يتعلق بواجهات المباني التي تمتاز بالأبواب الخشبية.
ميدان الملك كان نقطة مهمة تمتد مع جادة إيطاليا حيث يوجد على جانبيه قصر الحكومة وقصر الحاكم، وعلى الجانب الأيمن بنك روما والمحكمة وتمتد الجادة مع عدد من المباني الأخرى مثل مقر ساحة التدريب ومقر الإدارة المختصة بالرياضة، وتستمر الجادة حتى تصل إلى بوابة سور مدخل المدينة، بعد البوابة نجد محطة السكك الحديدية وفي مقابلها المنطقة المخصصة للصناعة (المنطقة الصناعية)، تليها مقبرة سيدي حسين القديمة، وراء المقبرة نجد حي سيدي حسين ويوجد على اليمين منه مبنى محطة الراديو بعد ذلك حي سيدي داوود ثم منطقة البركة.
«شارع روما» يبدأ من ميدان الملك، وعلى امتداد الشارع توجد محلات بأقواس ذات طراز عربي تنتهي بميدان البلدية القديم، وبني مبنى جديد للبلدية في موقع المبنى القديم، ويعتبر ميدان البلدية الحد الفاصل بين الحيين ويتفرع منه شارعين، الأول شارع سوق الظلام والثاني هو شارع مرجريتا.
في المخطط التنظيمي لعام 1930، فكرة البناء المعماري تقوم على الانتقال من مفهوم مركزية المنزل إلى نمط حديث أكثر اتساعا الهدف منه وضع مخطط المكان بطريقة منظمة، وظهر صدام في حركة البناء للمفاهيم المختلفة للحضارات الخاصة بالمدينة والبيئة، ومن مظاهر هذا الصدام وجود مدرستين في بنغازي، المدرسة الأولى كونها الشباب بمفاهيم متطورة قائمة على تبسيط الشكل الخارجي، والثانية كلاسيكية قائمة على زخرفة المبنى.
أوجد النظام الفاشستي طابع خاص في الإنشاء داخل المدينة، أما واجهات المباني فكانت تقليد للمباني الرومانية وهو الارتفاع بالواجهة والإحساس بقيمة المبنى، مع التأكيد على اتساع المسافة بين كل عمود وعمود بدون استخدام للأقواس، ويكون هناك عوارض حاملة بين الأعمدة المنخفضة وهي عوارض مستقيمة.
المخططين والمهندسين الفاشست أكدوا على عدة نقاط في تخطيط المدينة أهمها اتساع رقعة الأرض المسكونة بالمدينة، كما ركزوا على الأعمال البحرية باعتبار البحر وسيلة اتصالهم بالعالم، ولهذا أنشؤوا ميناء جديد في غير موقع الميناء القديم على أن يدخل جزء منه في المخطط الجديد سنة 1914، ومن هنا ارتبط اسم المدينة بالميناء «مرسى بني غازي»، وهكذا زادت الوظائف بها فزاد حجمها وبوجه خاص موقعها، الضوابط الطبيعية لا تحدد الحجم الفعلي للمدينة في فترة محددة.
تأكيدا من الإيطاليين على العلاقة بين المباني الدينية وحياة المدن أنشئت كنيسة في منطقة البركة التي تحوي 3000 وحدة سكنية، وكانت هذه الكنيسة أول بناء ديني إيطالي في مدينة بنغازي منذ الاحتلال، ثم أنشئت كاتدرائية بنغازي الضخمة المطلة على شاطئ البحر في المنطقة الواقعة بين جادة إيطاليا وشارع دي مارينو، كان ارتفاع صليبها فوق القبتين 44 م من مستوى سطح البحر، بالنسبة للجانب الإسلامي، اقتصر عمل الحكومة الفاشستية على إعادة إصلاح المساجد الثلاث الكبيرة بالمدينة، وهي المسجد العتيق وجامع عصمان وجامع هدية.
ارتبطت الرموز المعمارية بالدين وكان التعليم استخداما ملتصقا بخدمات الدين وبالذات في بدايات القرن، فكان هناك مجموعة من المدارس الإيطالية لكل المستويات التعليمية، وكانت تقع في مناطق بعيدة عن الضوضاء والتلوث.
في هذه المرحلة من التخطيط فتحت مدرسة ليهود ليبيا، وكانت تستخدم أيضا كعيادة صحية للطائفة اليهودية، وموقعها كان بجانب الكنيس اليهودي بالقرب من ميدان البلدية.

### مخطط المدينة بعد الحرب العالمية الثانية

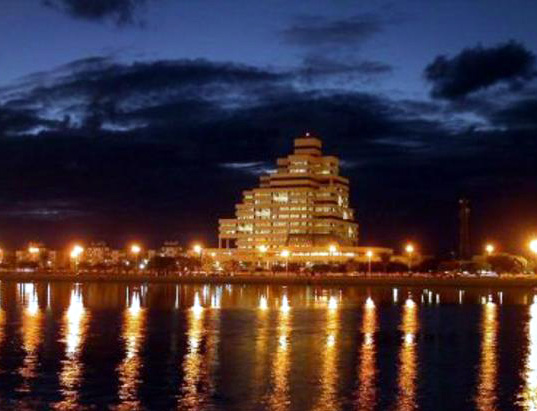
بناية جمعية الدعوة الإسلامية حيث تتخذ عدة شركات منه مقرا لها.

أثناء الحرب العالمية الثانية عانت المدينة أكثر من غيرها من مدن شمال أفريقيا حيث تعرضت لدمار وخراب شبه كاملين، ولم يطرأ على الوضع من جديد خلال الاحتلال البريطاني وظهرت أولى الخرائط للمدينة بعد الحرب عام 1957، وقد استعادت أبعادها قبل الحرب بعد 20 سنة من الركود، ولم يبدأ التطور في المدينة إلا بعد إعلانها عاصمة ثانية لليبيا.
خلال السنوات الأولى لفترة ما بعد الحرب كان مركز المدينة يشكل العنصر السائد مشتمل على الجزء الأكبر من العمران الحضري وكانت ذات قدرة على تلبية احتياجات سكانها ولكنها بدأت تعاني من مشكلة توزيع استعمالات الأراضي بسبب اكتشاف النفط والازدهار الاقتصادي الذي ترتب عليه نمو مفاجئ لمركز المدينة تعذر معه التحكم فيه.
استهدف المخطط الشامل للمدينة عام 1966 إعادة تنظيم وظائفها من خلال تجميع الأنشطة الإدارية والتجارية والمتعلقة بالأعمال في منطقة أعمال مركزية تقع بين الأرض المستصلحة لسبخة السلماني والشاطئ المجمل للبحيرة.
نظمت شبكة الطرق وفق نمط شعاعي مركزي بعدد من الطرق الدائرية والإشعاعية الرئيسية إضافة إلى طريق دائري داخلي يحيط بمنطقة الأعمال المركزية. وقد عمل المخطط على توزيع استعمالات الأراضي، ودرس استعمالها الراهن، فوجد أن:

#### الاستعمال السكني

الصابري

أوسع الاستعمالات انتشارا في المدينة، وهو بالغ التنوع من حيث عدد من الخصائص نتيجة ارتباطها بتطور المدينة عبر السنين تختلف المناطق السكنية عن بعضها من حيث النمط والتنظيم وحالة المباني وغيرها من الإنشاءات والكثافة ومدى توفر المرافق الاجتماعية ومدى توفر شبكات البنية التحتية الأساسية. ويتوزع الاستعمال السكني على المدينة أما بمفرده أو مختلط باستعمالات أخرى. في الأجزاء القديمة للمدينة تتصف المناطق السكنية بنسيج حضري متواصل مع انتظام معظم الحدود، قطع الأراضي فيها غير منتظمة الشكل عادة متسببة بشبكة طرق غير منتظمة. وفي البركة التي يعود إنشائها إلى ما قبل الحرب العالمية الثانية تتكون المجاورات من وحدات سكنية متعامدة التنظيم ومختلفة التوجيه.
يمكن تقسيم الرصيد الإسكاني إلى 4 أنواع نسبية هي: الفيلات، الشقق المتواجدة في العمارات السكنية منخفضة الارتفاع، والشقق المتواجدة في العمارات السكنية المرتفعة، والحوش وهو يشكل أقدم أنواع المساكن الخاصة بعائلة واحدة.

#### الاستعمالات التجارية والاقتصادية والصناعية
إلى جانب منطقة الأعمال المركزية تتمتع «المدينة» بعنصرين هامين هما: السوق المركزي والفندق البلدي ونذكر السوق المركزي بالأسواق الشرقية التقليدية بممراتها المسقوفة وحركتها التجارية المزدحمة، والفندق البلدي كان في الماضي سوقا للماشية وتحول اليوم إلى سوق يومي للخضروات والمواد الغذائية وغيرها من مواد البقالة وهو يقع عند إحدى نهايتي السوق المركزي، بصفة عامة المناطق التجارية موزعة بغير انتظام على المدينة.
لا يمثل النشاط الصناعي جزء كبير من الأراضي في بنغازي حيث أنه من المحظور إقامة أي صناعات تتسبب في الإضرار بالسكان أو البيئة داخل منطقة المدينة، أما الأنشطة الصناعية الصغيرة كالورش والمخازن الصغيرة فتتوزع في أماكن مختلفة من المدينة وفي الطوابق الأرضية للمساكن الخاصة والعمارات السكنية.
واستمر استعمال هذا المخطط الدي وضعته مؤسسة دوكسياديس حتى انقلاب سبتمبر التي عملت على توقيف تطوير المدينة من جميع النواحى وأطلق عليها اسم «البيان الأول» حيث تم إلقاء أول بيان لانقلاب سبتمبر فيها.

## السكان

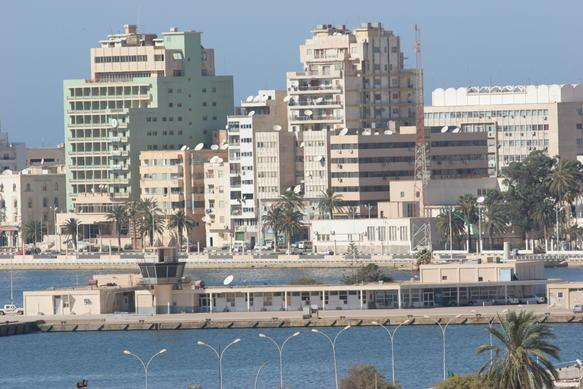
منطقة وسط المدينة

كانت ديمغرافيا بنغازي قبل سنة من الفتح الإسلامي عام 642 ميلادي الموافق 21 هجري متكونة من أغلبية من البربر

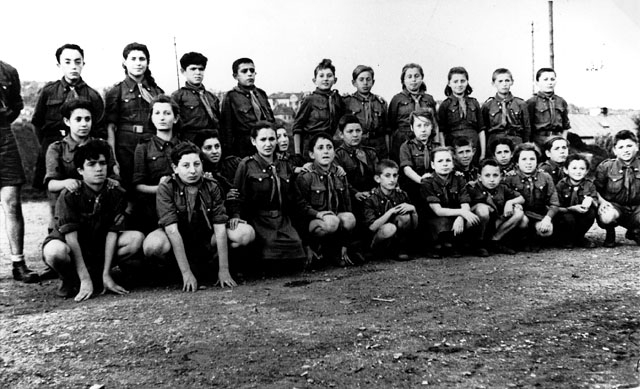
الكشافة عند يهود بنغازي 1944

وبعض من ذوي الأصول الإغريقية والرومانية، وبعد ذلك قامت مجموعة من البربر المعتنقين للديانة اليهودية بتدمير مدن شمال أفريقيا ومن بينها برنيق (بنغازي) بدعم من بيزنطة التي خسرت الحرب ضد الفاتحين المسلمين[بحاجة لمصدر]
بعض المناطق وأسماء الشوارع في بنغازي تعرف بأسماء عائلات كانت تقطنها أو أسماء الأولياء الذين دفنوا فيها، مثل سيدي خريبيش، سيدي حسين، سيدي سالم، سيدي الشابي وغيرهم وترجع التسمية الحديثة لمدينة بنغازي على أغلب القراءات إلى الولي الصالح «سيدي غازي» المدفون أعلى تلة مقبرة سيد خريبيش الآن.
عقب وقوع المدينة تحت السيطرة العثمانية تدفق السكان المجاورون من مسلمين ويهود وسكنوا المدينة. إضافة إلى من أتوا من أجزاء مختلفة من البلاد خصوصًا من غربها ومن هنا بدأت التركيبة الديموغرافية للمدينة تتغير وأضحى التآلف بين شرائح وأعراق المجتمع البنغازي واضحًا الذي يعود بالأساس إلى أصول عربية وبربرية وتركية ويهودية ويونانية.
التمازج الثقافي والاجتماعي لكافة عناصر سكان مدينة بنغازي الذي يتكون من عدد كبير من العناصر المختلفة الثقافات والأصول فإلى جانب السكان العرب هناك الأتراك والبربر والعناصر الأوروبية التي سكنت في إقليم برقة من قرون بعيدة كذلك موقعها الإستراتيجي على ساحل البحر الأبيض المتوسط وتقاطع طرق القوافل القادمة من المناطق الأفريقية إلى سواحل أوروبا وكذلك وجودها على طريق قوافل الحجاج المتجهة من شمال أفريقيا إلى الجزيرة العربية فقد أصبحت المدينة مهوى وجاذب لعدد كبير من الهجرات من داخل إقليم برقة وخارجه وأصبحت أحد أهم المراكز الثقافية في منطقة برقة.
كما أنه بعد اكتشاف النفط عام 1964 وحدوث الطفرة الاقتصادية زحف الكثيرون من الليبيين إلى المدينة في محاولة لكسب أرزاقهم وانتشرت العشوائيات وبنايات الصفيح ثم جاء عام 1967 الذي شهد هجرة شريحة من سكان المدينة وهم اليهود الذين كانوا يشكلون نسبة كبيرة من تجار الذهب في المدينة، ومن هنا يرى مدى التوسع والتغير الديموغرافي الذي شهدته المدينة طيلة مدة المئتي سنة الماضية.

## الصحة

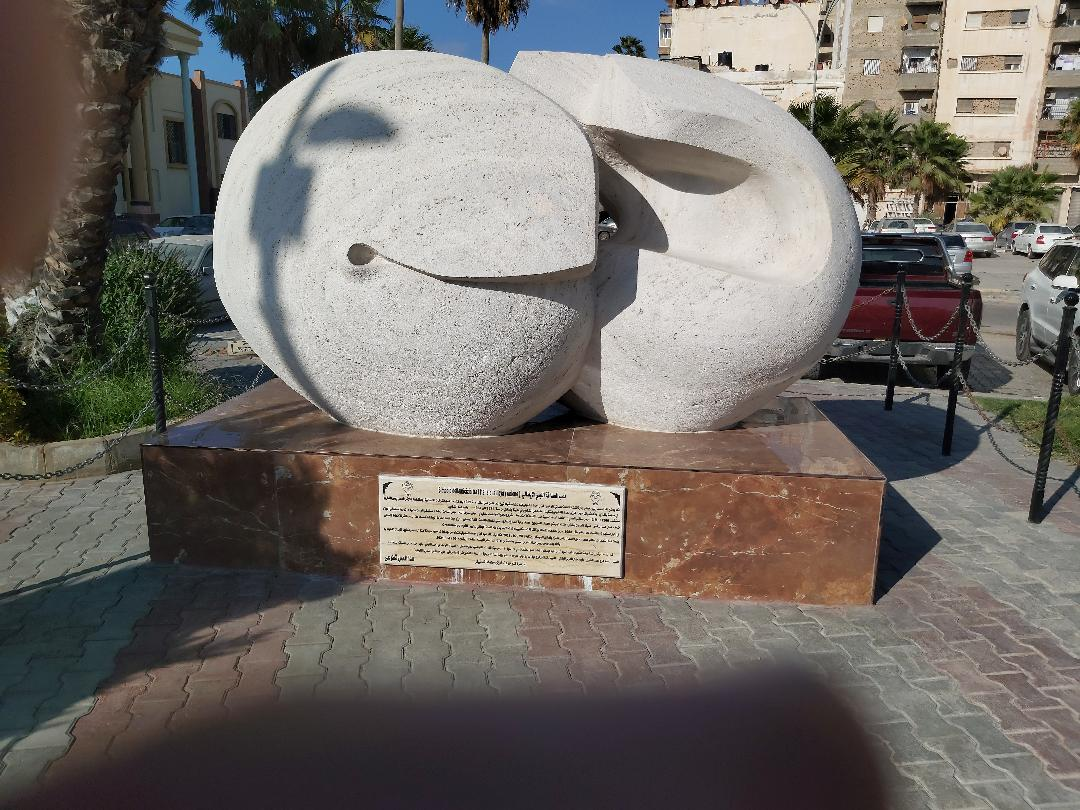
نصب الصداقة الليبي الإيطالي في شارع الجزائر في مدينة بنغازي شرق ليبيا

تحتوي المدينة على عدد من المراكز الصحية المحلية والعديد من الصيدليات والمستشفيات الكبرى مثل:
- مركز بنغازي الطبي
- مستشفى الجلاء
- مستشفى الهواري
- مركز القلب ومركز الأشعة
- مستشفى السابع من أكتوبر «بردوشمي»
- مستشفى الجمهورية
- مستشفى الأمراض الصدرية (الكويفية)
- مستشفى العيون بنغازي
- مستشفى الأطفال.
- كذلك يوجد بها عدد من المصحات الخاصة أو المملوكة جزئيًا لجهات حكومية.

## التعليم
بالمدينة أقدم جامعة في ليبيا هي الجامعة الليبية، التي تأسست بموجب مرسوم ملكي في عام 1955. كانت في البداية في قصر المنار الملكي قبل أن تحصل على الحرم الجامعي الخاص بها في عام 1968. تم تقسيمها في وقت لاحق وأصبحت تعرف باسم جامعة قاريونس. وبعد ثورة 17 فبراير أعيد لها اسم جامعة بنغازي من جديد ومقرها المدينة الجامعية جنوب المدينة في ضاحية قاريونس. هناك بعض الجامعات الخاصة مثل الجامعة الليبية الدولية للعلوم الطبية. كما يوجد بالمدينة مركز ليبيا للمتفوقين وهو أول مركز متخصص في البلاد لرعاية الطلاب الموهوبين.
التعليم في بنغازي، كما هو في جميع أنحاء ليبيا، إلزامي ومجاني. التعليم الإلزامي يستمر حتى الصف التاسع. هناك العديد من المدارس العامة الابتدائية والثانوية المنتشرة في جميع أنحاء المدينة وكذلك انتشرت في السنوات الأخيرة عدد من المدارس الخاصة والدولية.
التعليم الجامعي هو أيضِا مجاني لجميع المواطنين الليبيين في جامعة بنغازي. وبالمدينة الجامعية أكبر مكتبة في البلاد والتي تحتوي على أكثر من 300,000 عنوان.

### انظر أيضا

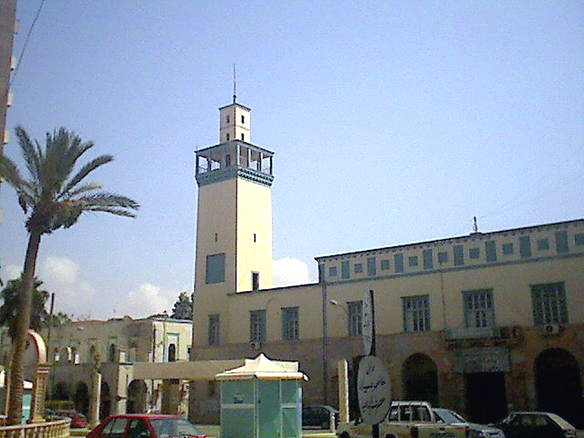
الحرم الجامعي لبنغازي الجامعة السّابقة لليبيا (الجامعة الليبية)، أوّل جامعة في ليبيا.

### الجامعات والمعاهد العليا المعتمدة
- جامعة بنغازي (قاريونس سابقًا)
- المعهد الوطني للإدارة (المعهد القومي سابقًا)
- الجامعة الليبية الدولية للعلوم الطبية
- جامعة العرب الطبية (ضُمت إلى جامعة بنغازي)
- الجامعة المفتوحة الليبية
- أكاديمية الدراسات العليا
- المركز العالي للحاسوب
- المعهد العالي للبناء والتشييد
- الجامعة الأفريقية
- المعهد العالي للعلوم والتقنية

## الاقتصاد
نظرًا لموقعها وكثافتها السكانية تتخد العديد من المصارف والشركات من بنغازي مقرا رئيسيا لها مثل: مصرف الوحدة، مصرف المتوسط، مصرف الإجماع العربي، مصرف التجارة والتنمية، شركة الخليج العربي للنفط، سوق الأوراق المالية الليبي، مصرف الإدخار. كذلك تسعى المدينة لعودة بعض المؤسسات الوطنية والتي تأسست سابقًا في المدينة والتي تم نقلها منها خلال العقود السابقة، لعودتها من جديد مثل المؤسسة الوطنية للنفط والتي صدر قرار حكومي بعودة مقرها الرئيسي لبنغازي إبان فترة رئاسة علي زيدان للحكومة الليبية كذلك الخطوط الجوية الليبية ومصرف ليبيا المركزي.
واعتبر ميناء بنغازي البحري من أهم الموانئ في حركة التجارة الليبية. وبها أيضًا المنطقة الإقتصادية الحرة بميناء المريسة جنوب المدينة. كذلك اعتبر مطار بنينا الدولي ثاني أهم المطارات في البلاد قبل توقفه عن العمل في 2014 بفعل الحرب الدائرة.

### المواصلات

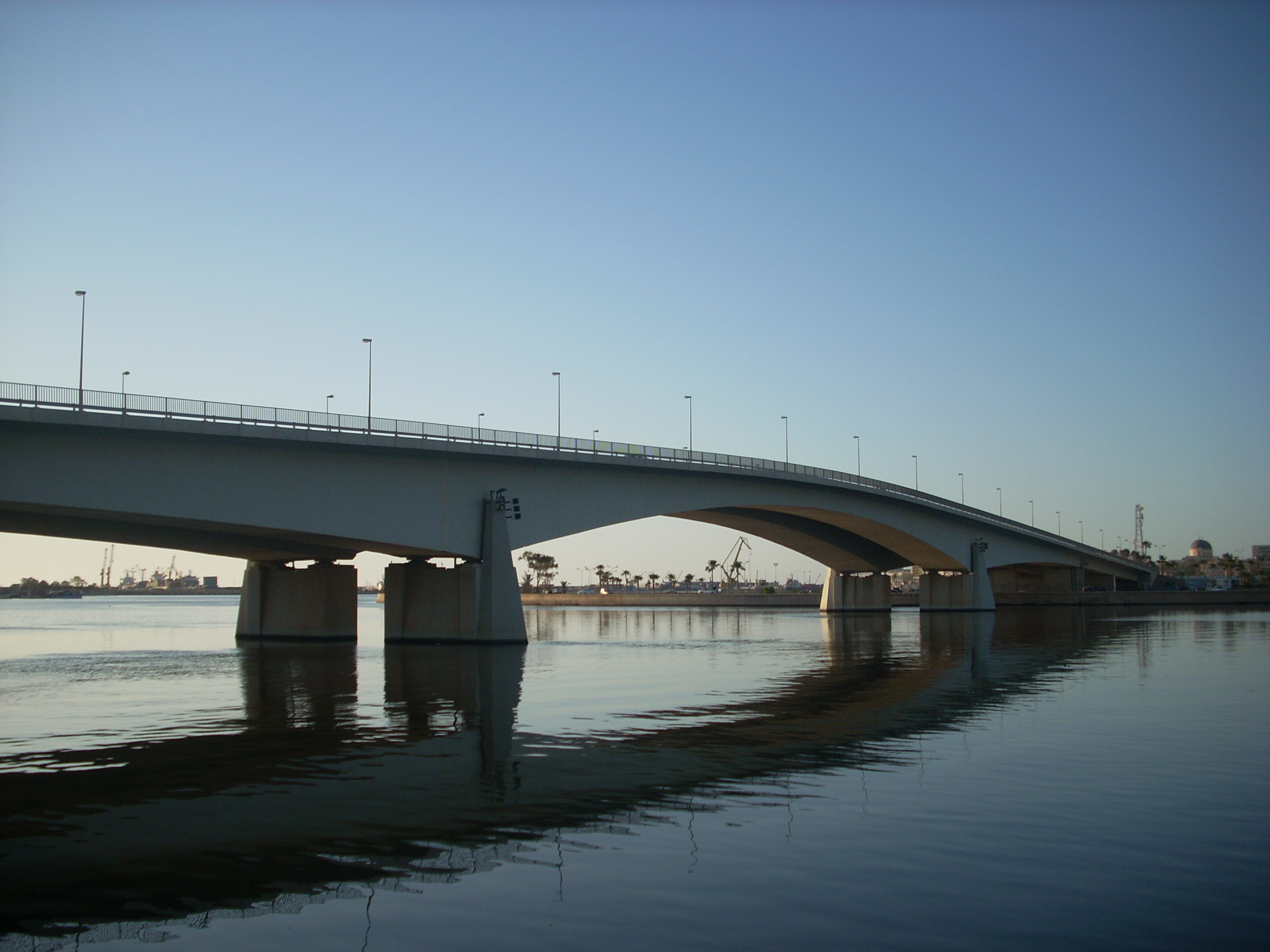
جسر جيليانا، وهو يربط بين بنغازي المدينة والمدينة القديمة.

#### الموانئ والمطارات
- ميناء بنغازي البحري
- مطار بنينا بنغازي الدولي
- المنطقة الاقتصادية الحرة بميناء المريسة

## الثقافة

الاحتفال بعيد المولد النبوي بميدان البلدية

يعتبر الكثيرون مدينة بنغازي عاصمة ثقافية لليبيا. إضافةً لكونها مقر أول جامعة ليبية أنشأت في فترة الخمسينيات من القرن العشرين وعرفت باسم الجامعة الليبية. يوجد بها بعض المسارح منها المسرح الشعبي ومسرح السنابل وبها عدد من دور السينما. كما يوجد بمدينة بنغازي دار الكتب الوطنية الليبية والتي تعتبر المكتبة الوطنيـة الليبية ومقر الإيداع القانوني للمصنفات المعدة للنشر، وحفظ وتجميع التراث المؤلف في ليبيا، إضافة لكونها المكتبة الرسمية للدولة.
ومن أبرز الآباء المؤسسين للحركة الثقافية في بنغازي وأبرز أعلامها الأديب والفيلسوف الليبي الصادق النيهوم.
شهدت المدينة خلال العقد الأخير افتتاح عدد من مراكز التدريب والتطوير الأهلية، مما يعكس نشاطا في الحركة الأهلية في العديد من المجالات على رأسها المجال الثقافي والفكري. كما قدم المسرح الشعبي الواقع بوسط المدينة العديد من المسرحيات ذات الطابع الكوميدي الهادف والذي يرى الكثير من سكان المدينة أنه يحاكي واقعهم ويتناول قضاياهم. أما على الصعيد الإذاعي فقد قدمت المدينة أول مذيعة في ليبيا ألا وهي خديجة الجهمي التي كانت أول مذيعة ليبية تقرأ نشرة الأخبار، كما شهدت استوديوهات الإذاعة ببنغازي البث الأول للبرنامج التلفزيوني المعروف في ليبيا ببرنامج «صباح الخير أول جماهيرية».
يقع بالمدينة أيضا بيت المدينة الثقافي وهو عبارة عن منزل قديم كبير بني على الطراز العثماني في المدينة، ويقع في شارع العقيب وهو يشهد من حين لآخر بعض الملتقيات الأدبية والشعرية. وبالرغم من هذا ليس للمدينة أي متحف رئيسي حاليا رغم أن كان بها متاحف في أوقات سابقة.

## السياسة

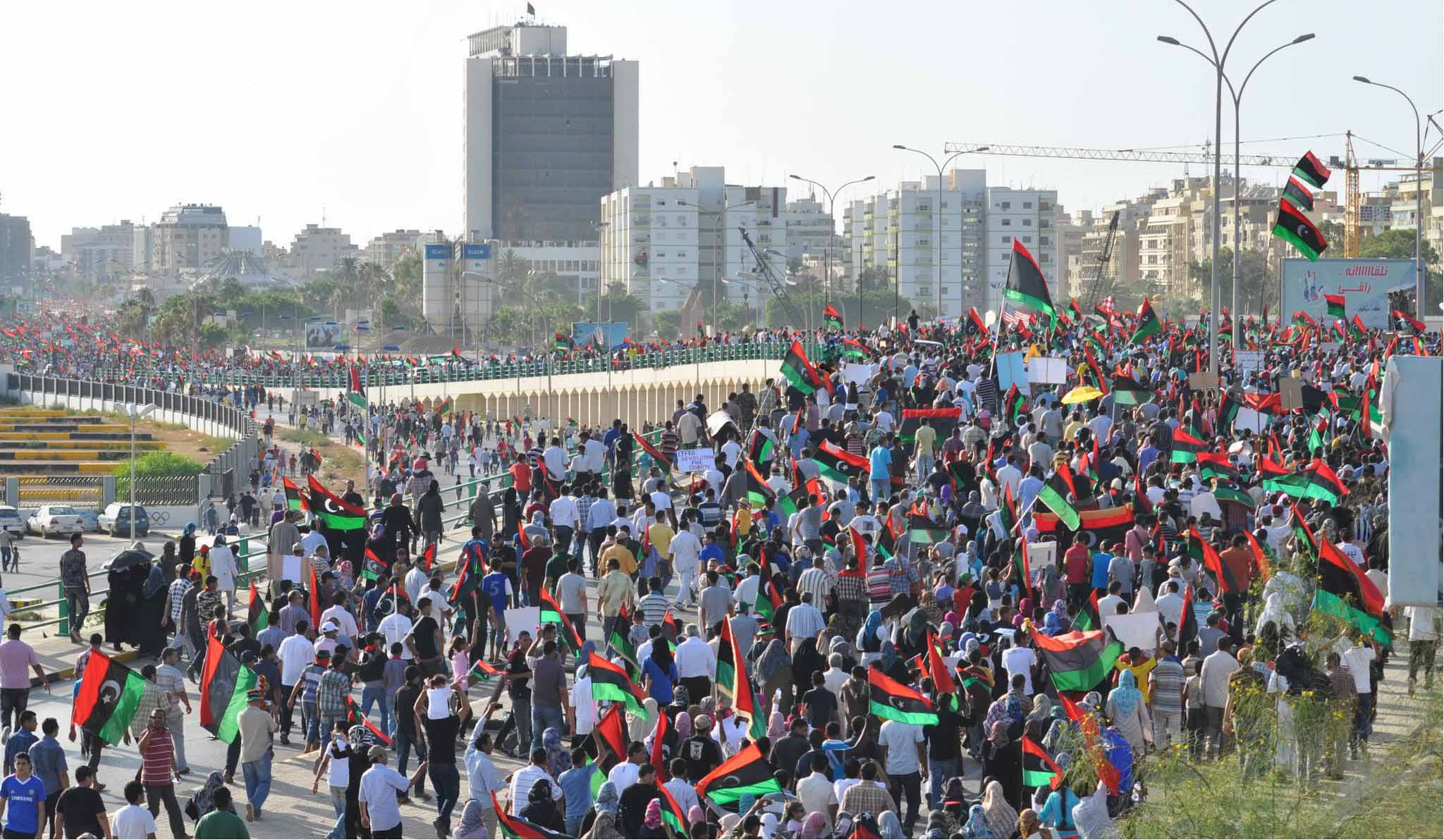
مظاهرة ضد نظام القذافي في مدينة بنغازي

تعتبر بنغازي من أكثر المدن الليبية الناشطة سياسيًا واعتبرت عاصمة إقليم برقة في العهد الملكي، كما شهدت بنغازي عدة أحداث سياسية مثل أحداث يناير 1964، ومنها أعلن ما سُمّيت بثورة الفاتح من سبتمبر إضافةً لما عرفت بأحداث السفارة الإيطالية عام 2006.
ومنها انطلقت شراره ما عرفت بثورة 17 فبراير 2011 وهي امتداد لانتفاضة 17 فبراير 2006 أو المظاهرات المطالبة بالحرية وإسقاط نظام العقيد معمر القذافي ومن ثم تبعتها باقي المدن.

## الرياضة
أكبر نادي في المدينة هو نادي النصر الليبي من حيث عدد الجمهور والبطولات ثم يأتي بعده نادي الاهلي بنغازي من حيث الجمهور والشعبية، ونادي التحدي الليبي من حيث عدد البطولات المحلية إضافة لنادي الهلال الليبي.
يوجد ببنغازي استاد الثامن والعشرين من مارس وهو من منشآت المدينة الرياضية ببنغازي وهو يعتبر الملعب الرسمي الثاني في ليبيا إلى جانب ملعب 11 يونيو بطرابلساحتضن الملعب مباريات المجموعة الثانية لكأس الأمم الأفريقية التي استضافتها ليبيا في مدينتي طرابلس وبنغازي عام 1982. أيضا يوجد بالمدينة الرياضية ببنغازي مجمع سليمان الضراط بقاعته المغلقة والتي احتضنت بدورها عدد من بطولات السلة كان آخرها البطولة العربية لكرة السلة عام 2013 التي فاز بها الأهلي بنغازي. كما استضاف في نفس القاعة نادي الأهلي عام 2008 البطولة العربية للكرة الطائرة ومثل فيها ليبيا إلى جانب نادي السويحلي. يشهد هذا المجمع أيضا من حين إلى آخر مباريات تقليدية حامية بين قطبي الرياضة في مدينة بنغازي الأهلي والنصر وخصوصا مباريات كرة السلة. ولكن تبقى كرة القدم هي اللعبة الأكثر شعبية في بنغازي.
برز من هذه المدينة عدد من اللاعبين الذين مثّلوا المنتخب الليبي في عديد من المناسبات العربية والأفريقية مثل أحمد بن صويد وفوزي العيساوي وعبد القادر التهامي وعلي البشاري وونيس خير وأحمد المصلي. كما برز من المدينة عدد من لاعبي كرة القدم الخماسية الذين مثّلوا الفريق الوطني الليبي للكرة الخماسية في بطولة أفريقيا وبطولة العالم عام 2008، منهم ربيع الحوتي هداف المنتخب ومحمد شحور الملقب باطمطم.
ويوجد بالمدينة عدد من الأندية الرياضية تمارس مختلف الرياضات مثل كرة القدم والطائرة والسلة بالإضافة إلى أندية تتبنى الألعاب البحرية مثل نادي الملاحة البحري:
كما توجد أندية أخرى مثل: نادي التحدي، نادي الهلال الليبي، نادي النجمة، نادي السواعد، نادي بنغازي الجديدة، نادي الهدف، نادي الكرامة.

## السياحة

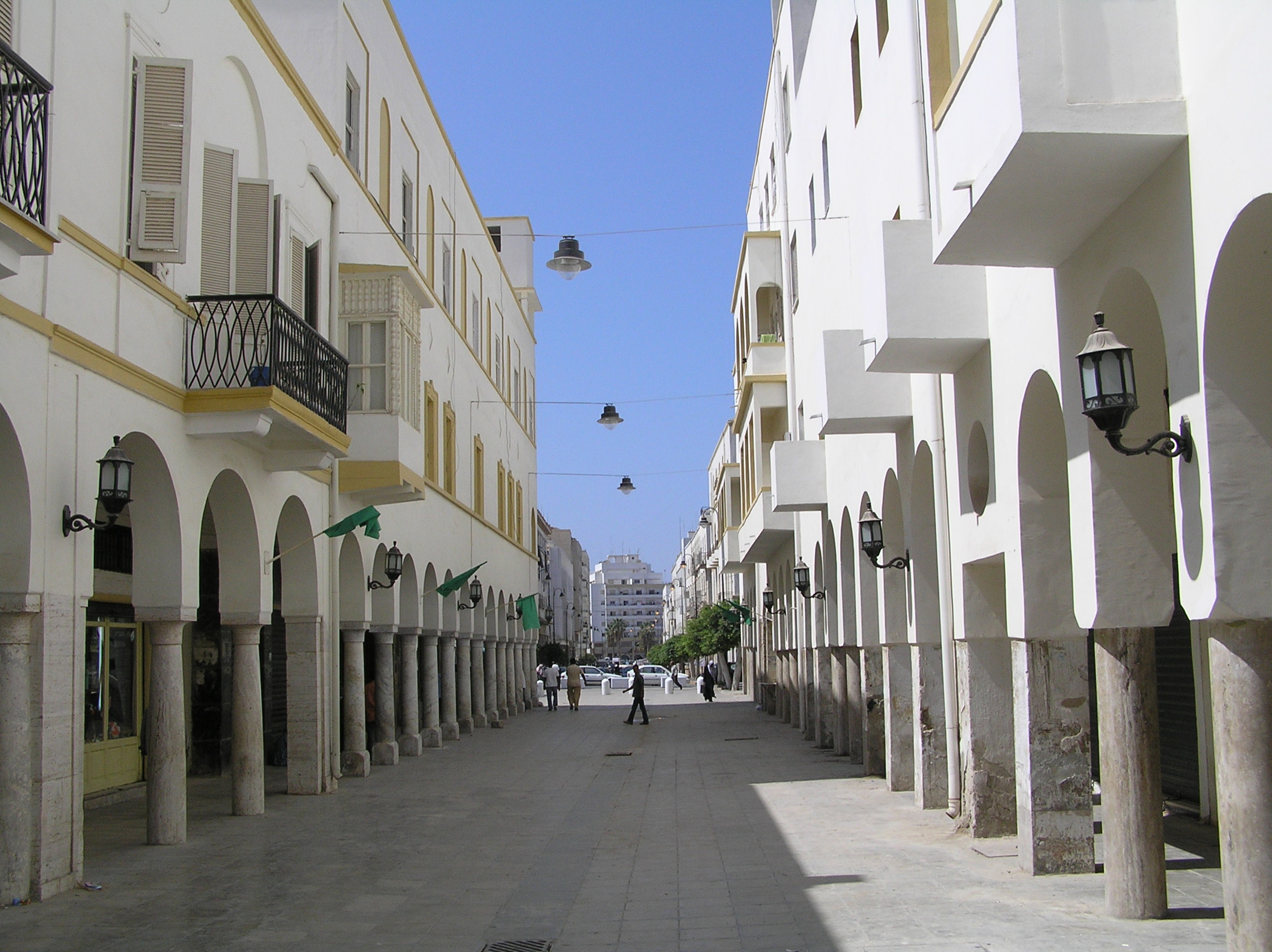
منطقة أقواس ميدان البلدية القديمة بشارع عمر المختار وسط المدينة

لا يوجد اعتماد للمدينة بشكل كبير على السياحة إذ أن معظم الوفود السياحية والتي تأتي عبر السفن السياحية التي تتوقف في ميناء بنغازي البحري تتوجه مباشرة إلى الأماكن الأثرية في شحات وسوسة والبيضاء والجبل الأخضر، إلا أنه في السنوات الأخيرة بدأ الاهتمام بالنشاط السياحي في المدينة وذلك عبر عدة مشاريع سياحية وفندقية متوقعة لاستهداف السياحة الأوروبية المتزايدة. يعتبر نهر الليثي (نهر النسيان) الموجود في منطقة بوعطني للشرق من مدينة بنغازي معلم جذب سياحي حيث ذُكر اسمه في الأساطير اليونانية.
بالإضافة إلى المشاريع السياحية التي يتم تنفيذها في بنغازي كمشروع البحيرات الشمالية. ويبلغ عدد الحدائق العامة مختلفة الأحجام في المدينة 600 حديقة عامة.

### الفنادق

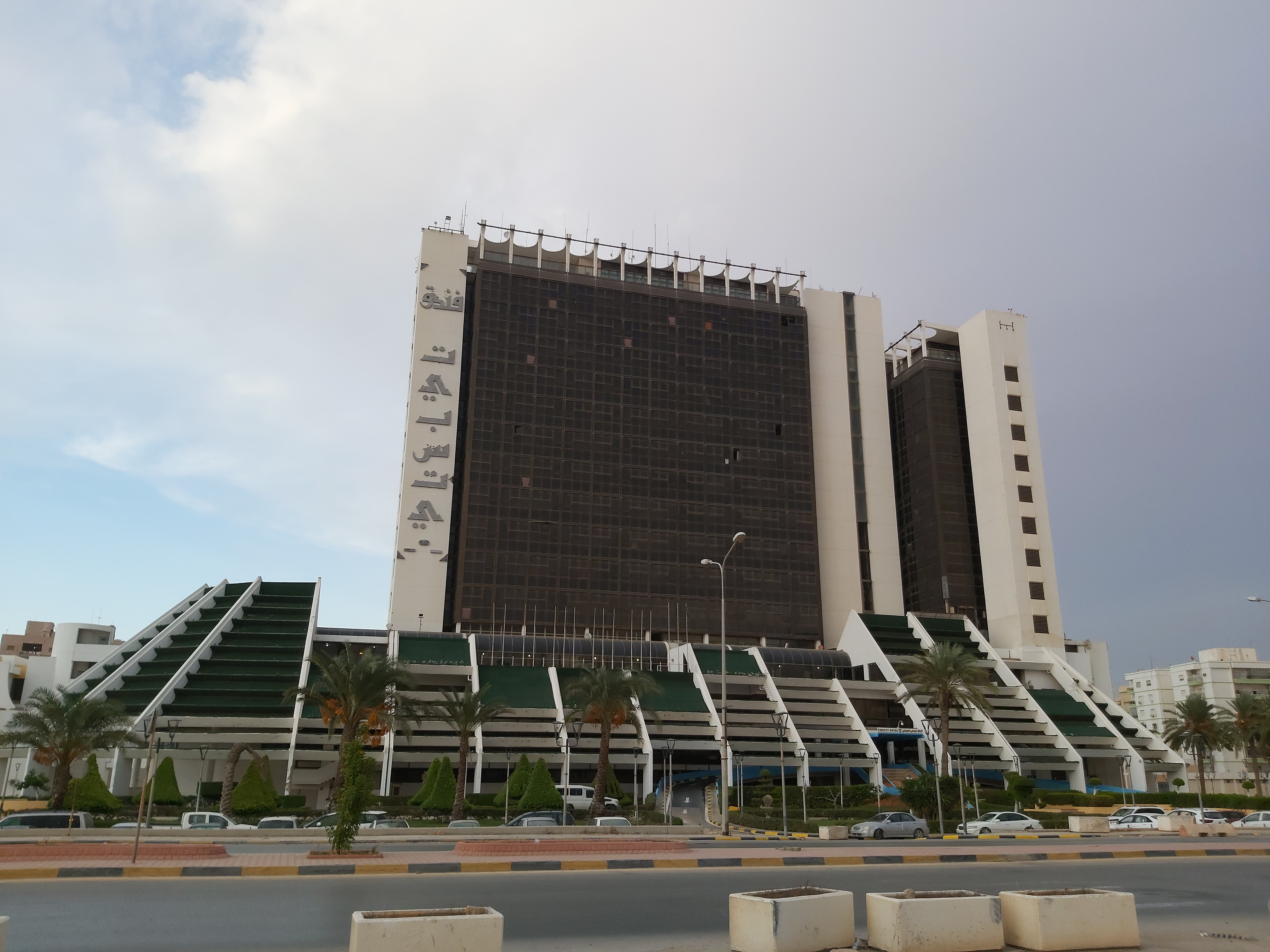
فندق تيبستي في بنغازي

كما غيرها من المدن الليبية، تعرض قطاع الخدمات الفندقية ببنغازي لحالة من الركود نتيجة لبعض السياسات الاقتصادية التي اتبعت في ليبيا منذ فترة الثمانينيات. من ناحية أخرى كان لعزلة ليبيا عن العالم في تلك الفترة وما تبعها من حظر جوي خلال التسعينيات، كان له أثر كبير في تدني مستوى الخدمات الفندقية خصوصا مع انعدام الفنادق الخاصة وتواجد لعدد من الفنادق التابعة للدولة مما أدى إلى انخفاض مستوى المنافسة. ومع الانفتاح إبان رفع العقوبات عن ليبيا والتوجه نحو الخصخصة في البلاد، بدأت فنادق خاصة عديدة تظهر في المدينة مما انعكس إيجابا على الحركة السياحية في المدينة. بالإضافة إلى عدد من الفنادق العالمية التي دخلت البلاد منذ أعوام وجيزة منها مشروع فندق ريجنسي بنغازي والذي يمثّل مشروع فندق خمس نجوم ضخم على الساحل الشمالي الشرقي للمدينة ينتظر أن يفتتح خلال فترة وجيزة. من أهم الفنادق الموجودة حاليا في مدينة بنغازي:

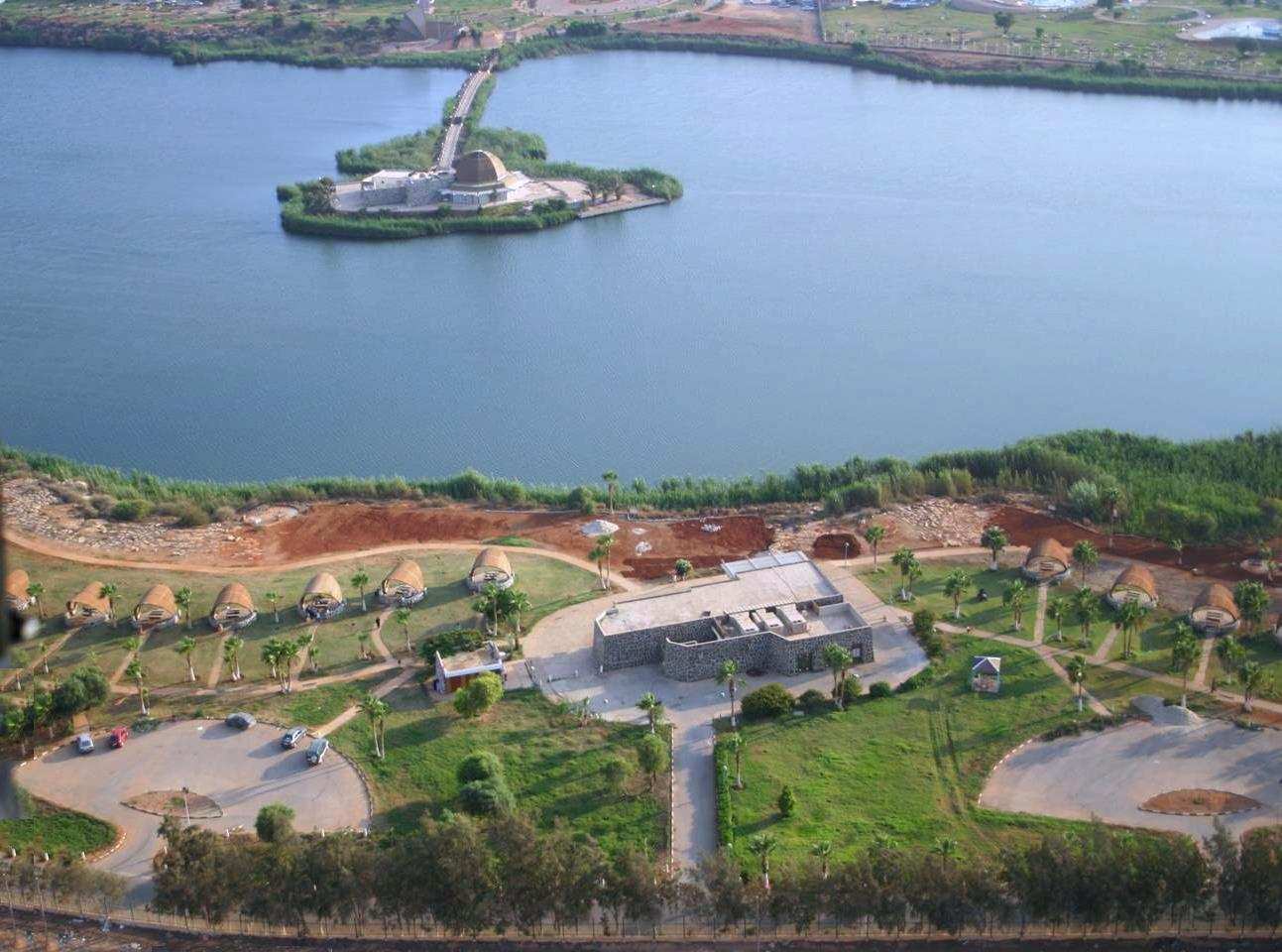
منتزة بو دزيرة السياحي

- مجمع تيبستي السياحي: ويعتبر من أكبر وأهم فنادق المدينة ويطل مباشرة على بحيرة 23 يوليو بمركز المدينة
- فندق أوزو
- فندق الفضيل [20]

كما يوجد على الساحل الغربي للمدينة قرية قاريونس السياحية العائلية إضافة لعدد من الشواطئ والقرى السياحية الأخرى، يوجد بها عدد من المرافق الترفيهية وغرف وشقق فندقية على الشاطئ وتعتبر من أهم نقاط الجذب السياحي للمدينة. أيضا هناك منتزه بودزيرة السياحي شمال المدينة وهو عبارة عن متنزه كبير تتوسطه بحيرة بها جزيرة صغيرة ذات منظر رائع ويرتادها الكثير من العائلات خلال عطل نهاية الاسبوع وأثناء الأعياد. ويحوي هذا المتنزه بدوره عدد من الشاليهات الصغيرة.

### معالم

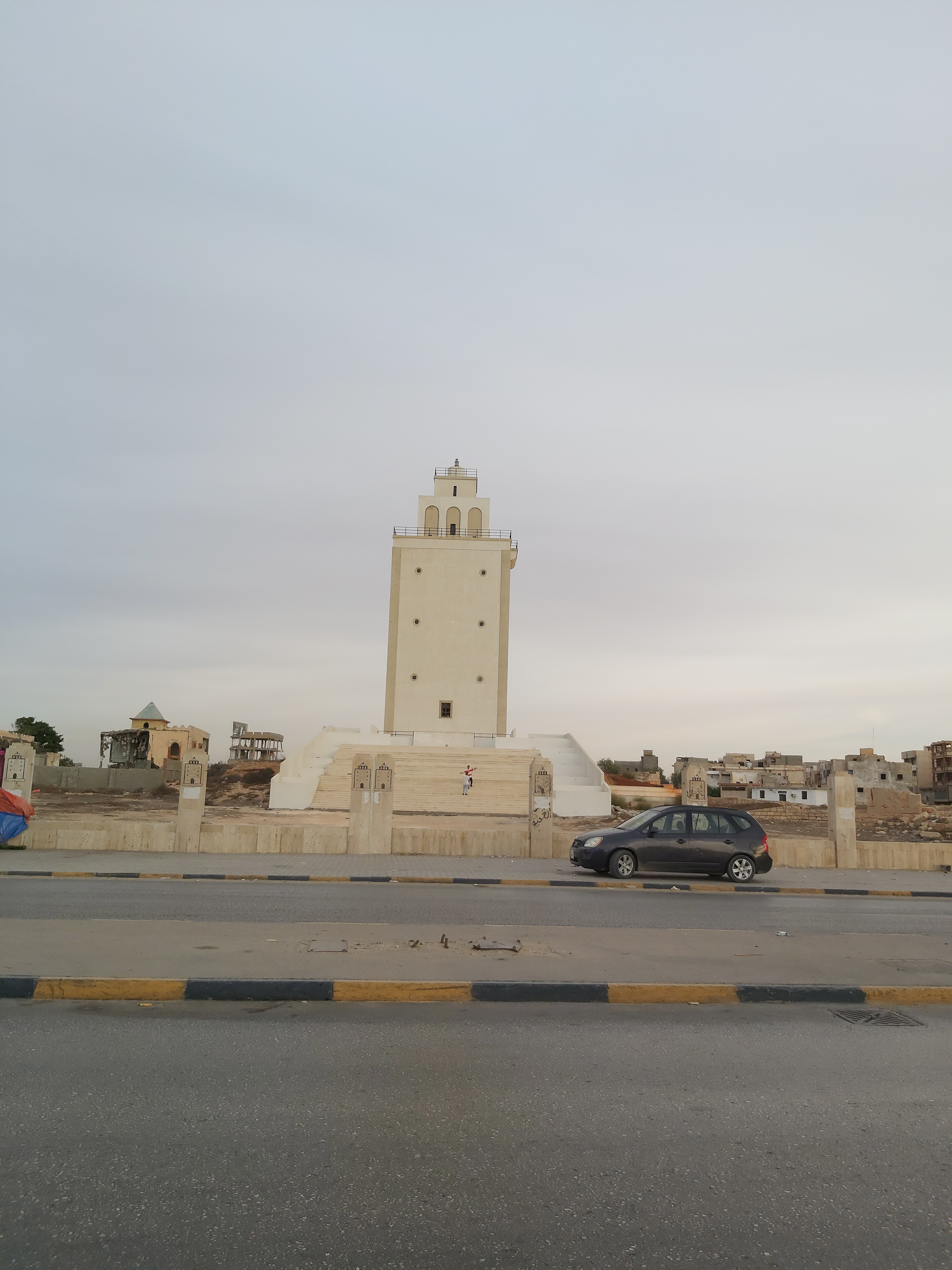
منارة سيدي خريبيش في بنغازيضريح عمرالمختار

- سيدي خريبيش
- ضريح عمرالمختار
- المسجد العتيق (بنغازي)
- المسرح البلدي ببنغازي
- السجن القديم
- القلعة التركية (بنغازي)
- قشلة البركة
- قصر المنار
- كاتدرائية بنغازي
- مسجد المكحل
- مبنى البلدية (بنغازي)
- جامع عصمان

## شخصيات من المدينة
- الصادق النيهوم أديب معروف بكتاباته المثيرة للجدل وبلاغته اللغوية الفصيحة وأسلوبه الساحر في الكتابة.
- أحمد رفيق المهدوي (1898–1961م) أديب وشاعر لعب دورًا وطنيًا بارزًا ومميزًا أُطلق عليه عام 1960م لقب شاعر الوطن.
- أحمد فؤاد شنيب أديب وسياسي ليبي.
- حميدة محمد (1892–1982م) والمعروفة بالخوجة حميدة العنيزي، رائدة تعليم الفتيات في ليبيا. أول رائدة للحركة النسائية، وأول معلمة ابتدائي للبنات في بنغازي.
- مفتاح بو زيد (1964 -2014) كاتب صحفي، اشتهر بدعوته للدولة المدنية ودعم حقوق الإنسان والحريات ومواجهته للجماعات المتطرفة.
- سلوى بوقعيقيص (1963-2014) محامية وناشطة حقوقية وداعية لدولة مدنية ديمقراطية ومدافعة عن حقوق الإنسان والمرأة.
- عائشة زريق أول امرأة ليبية في مجال الإرشاد الزراعي عضو فعال ومؤسس في جمعية النهضة النسائية.
- محمد بشير المغيربي (1923–2001م) وطني تولى العديد من المناصب في البرلمان والخارجية وعمل كأمين سر جمعية عمر المختار وهو أول رئيس للنادي الأهلي عام 1947
- خديجة الجهمي (1921–1996م) أول مذيعة ليبية، ومن المدافعات عن حقوق المرأة.
- عمر فخري المحيشي الكاتب والصحفي الشهير. توفي سنة 1942.
- د.رؤوف بن عامر مؤسس كلية الطب في ليبيا
- سالم اسويكر من الرعيل الأول للكشافة الليبية بمدينة بنغازي وشغر لفترة طويلة مفوض الكشافة في بنغازي من شخصيات المدينة المعروفة بالعمل التطوعي.
- إبراهيم محمد الهوني (1907–1967م) القاضي والشاعر والكتاب الليبيين،
- حميد الشاعري موسيقي و فنان و ملحن و رائد موسيقى الجيل هو من بدأ الاغنية الشبابية في الثمانينيات و التسعينيات و غيّر شكل الموسيقى العربية
- علي الشعالية موسيقي وفنان ومطرب.
- علي خليل اغا ، موسيقي و عازف بيانو ، والده من اوائل سكان وسط المدينة و كان قائد عسكري في الجيش العثماني بليبيا ( 1917-1986).
- محمد حسن موسيقي وملحن ومطرب، لحن لعدد من الفنانيين الليبيين والعرب.
- سالمين الزروق مطربة
- عبد الهادي بواصبع شيخ وقاضي شرعي، سن قوانين الأحوال الشخصية يعمل بقوانينه الشرعية في المحاكم الليبية إلى اليوم.
- الشيخ محمد أحمد أبوسنينه من علماء ليبيا الشرعيين. عمل قاضيا بمحمكة الاستئناف بمدينة بنغازي ثم رئيسا لها.
- محمد المقريف مؤسس الجبهة الوطنية لإنقاذ ليبيا ضد حكم القذافي من مواليد شارع جعفر بالمدينة وأول رئيس للمؤتمر الوطني العام بعد ثورة 17 فبراير.
- أحمد العنيزي الأديب من كتّاب القصص أول من كتب عن معاناة الناس خلال الحرب العالمية الثانية في مدينة بنغازي.
- المهدي الجلي الهوني إذاعي قدير توفي عام 2008
- عمر السنوسي أحوينش (1898-1979م) أقدم طبيب عظام في ليبيا، درس في إيطاليا جراحة العظام، كان الطبيب المرافق للمنتخب الليبي الوطني في حقبة الخمسينيات والستينيات من القرن الماضي، تدرب على يديه الكثير من الأطباء مثل مراد لنقي وغيره من الأطباء المتميزين اليوم في هذا المجال.
- عمران محمد عامر طبيب وإذاعي معروف وأحد روّاد الحركة الكشفيّة والعمل التطوعي في ليبيا توفي عام 2006
- حسن السوسي 1924-2007 الشاعر ومن أبرز روّاد القصيدة الكلاسيكية في الأدب الليبي الحديث وصاحب الديوان الرائع«الركب التائه».
- رمضان سالم الكيخيا (1906-1997م) النائب في أوّل برلمان بعد الاستقلال.
- يوسف خليفة لنقي: 1889-1958 من الشخصيّات الوطنيّة الليبيّة.
- محمد الشلطامي 1944-2010 أديب وشاعر وطني.
- نجية التائب ناشطة في الأعمال التطوعية، اشتهرت بلقب «سيدة ليبيا الأولى».
- أبو بكر بعيرة عضو مجلس النواب الليبي.
- نبيل محمد الجهمي 1949- شاعر وكاتب أغنية وكان له نشاطا ملحوظا في مجال المسرح.
- الحاجة خيرية حكيم صادق الشهيرة بخيرية الطبيبة، من مواليد بنغازي (1920/9/28-2001/2/10) من أشهر القابلات في بنغازي.
- عبد السلام قادربوه 1936-1988 نظم القصيدة الفصحى بنوعيها العمودي والحر في مطلع حياته الأدبية ثم اتجه إلى كتابة الأغنية الليبية وجدد من كلماتها وله الكثير من البحوث والدراسات والكتب في مجال الفن والتراث الشعبي الليبي.
- عبد السلام زقلام 1943 - 1989. شاعر غنائي ليبي راحل وأحد مؤسسي فرقة الفن المسرحي «المسرح العربي حاليّاً» حيث تولى لاحقا إدارتها.
- رجب البكوش 1905-1994 رائد الحركة المسرحية في ليبيا وقام بتشكيل أول فرقة مسرحية في بنغازي سنة 1926، وفي عام 1961 قام بتأسيس فرقة المسرح الشعبي.
- الطاهر عمر الجروشي 1940 - 2010 مطرب وملحن ومؤلف أغاني إلى جانب التدوين الموسيقي.
- محمد المسلاتي أديب ليبي، عضو مؤسس للاتحاد العام للأدباء والكتاب الليبيين، تولى إدارة مكتب الثقافة بنغازي.

• الفقيه عبد القادر أفندي بن محمد شولاك من مواليد مدينة بنغازي 1830 وتوفى بها 1906 تقلد عدد من المهام في العهد العثماني الثاني وشغل منصب أمين صندوق أموال لواء بنغازي وكان عضواً بالمجلس البلدي بالمدينة وقائم مقام للمرج.

## شخصيات
- علي الصلابي، كاتب وداعية إسلامي ليبي.
- مفتاح بوزيد، كاتب صحفي وناشط سياسي ليبي.
- عبدالسلام قادربوه، شاعر وأديب ليبي.
- خديجة الجهمي، أديبة وإذاعية ليبية.

## معرض صور

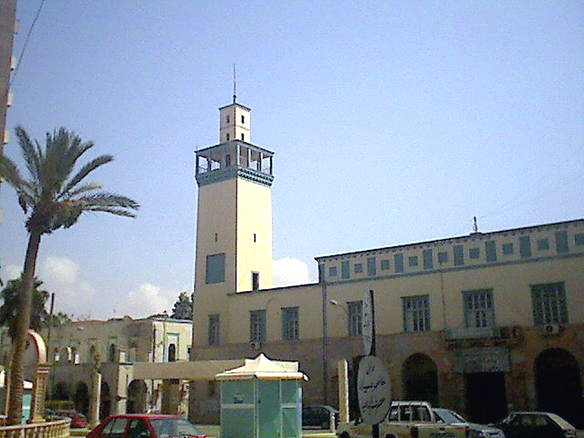
مبنى الجامعة الليبية سابقا
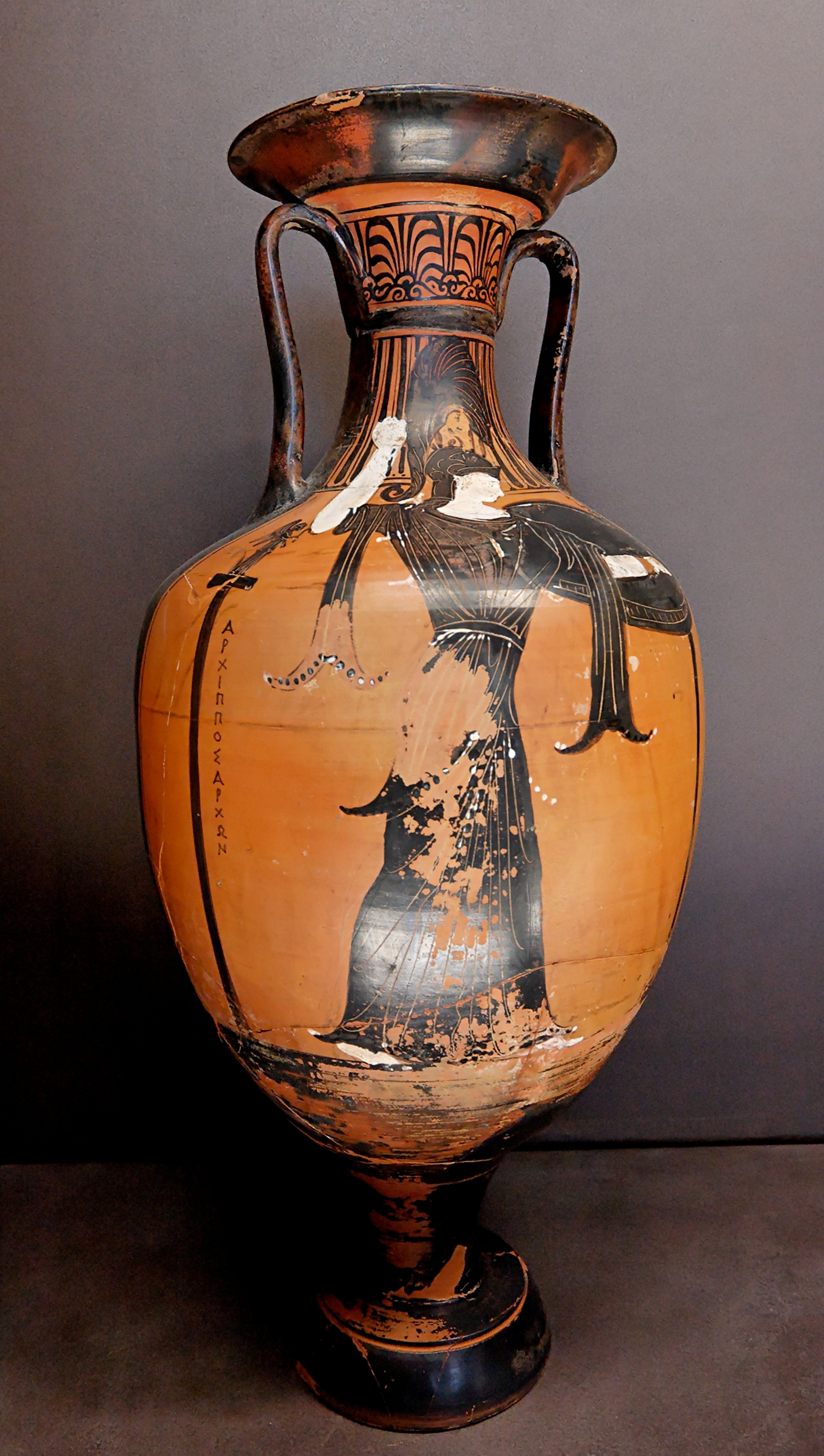
آثار إغريقية في بنغازي
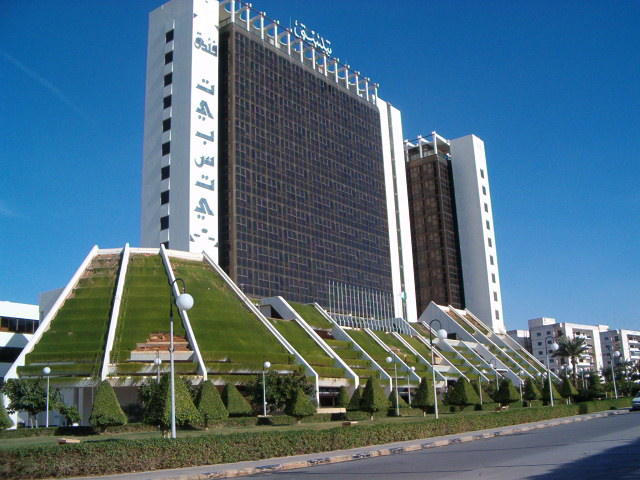
فندق تيبستي
سيدي حسين، بنغازي 1894
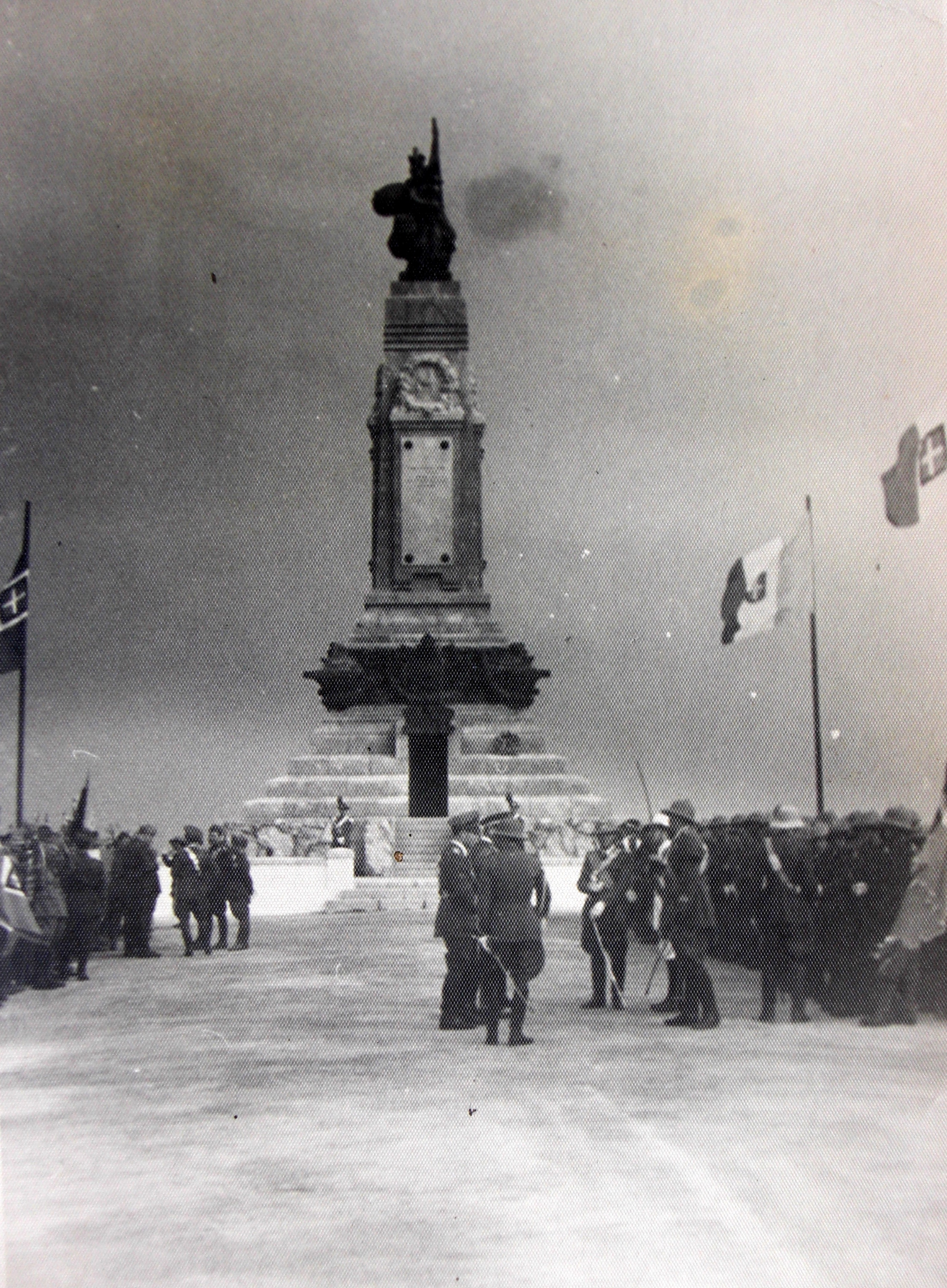
زيارة ملك إيطاليا- بنغازي 1938
شاطئ الزريريعية
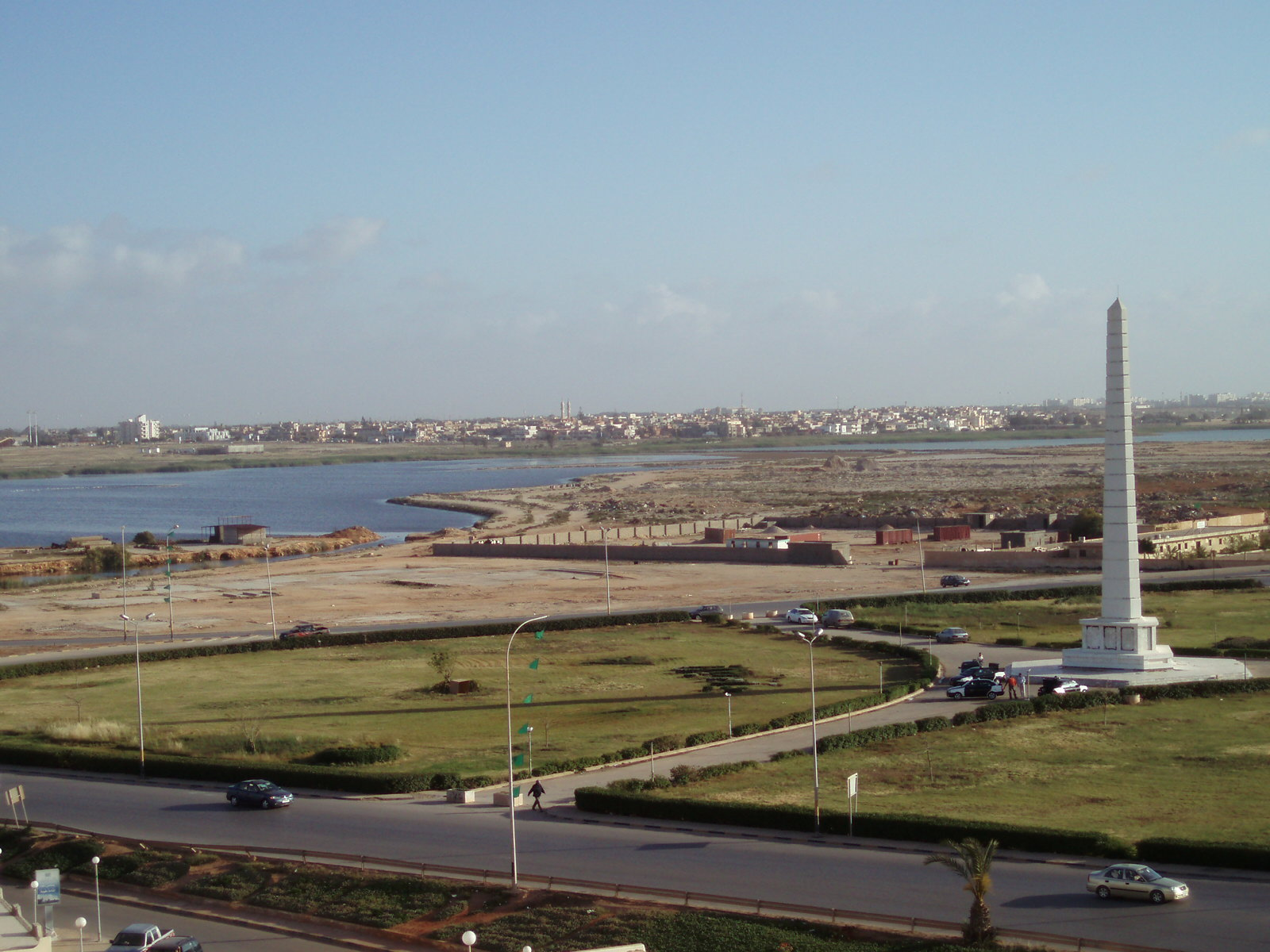
النصب الوطني المخلد لشهداء معركة جليانة
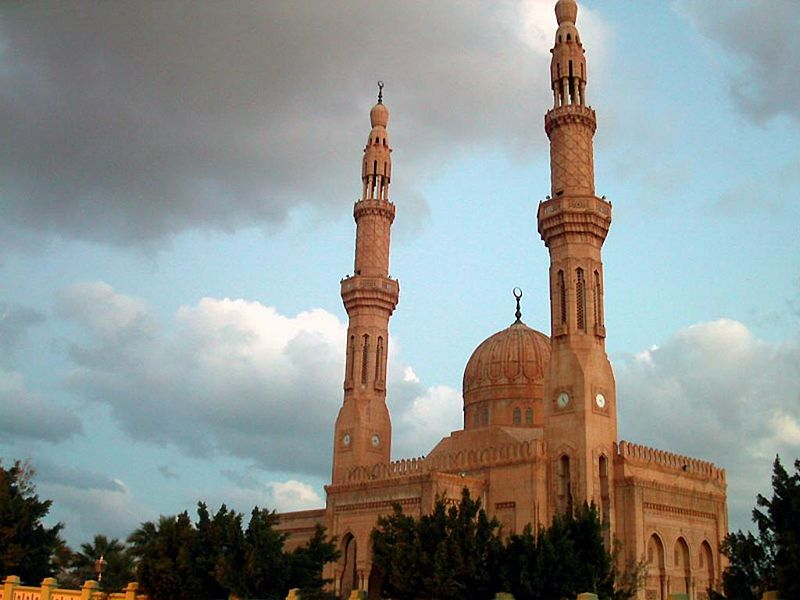
مسجد بو البدرية أو "البدري".
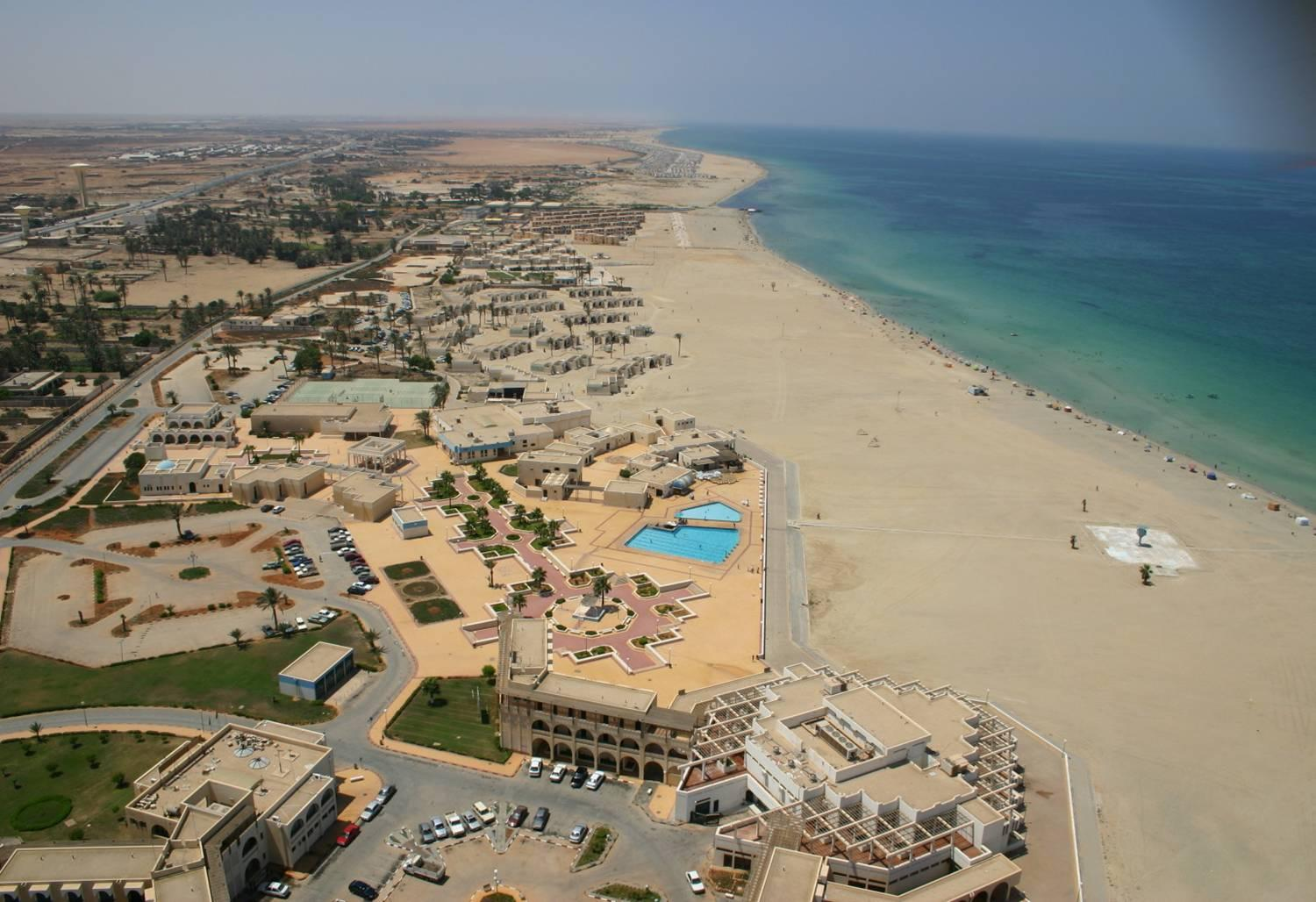
القرية العائلية ببنغازي
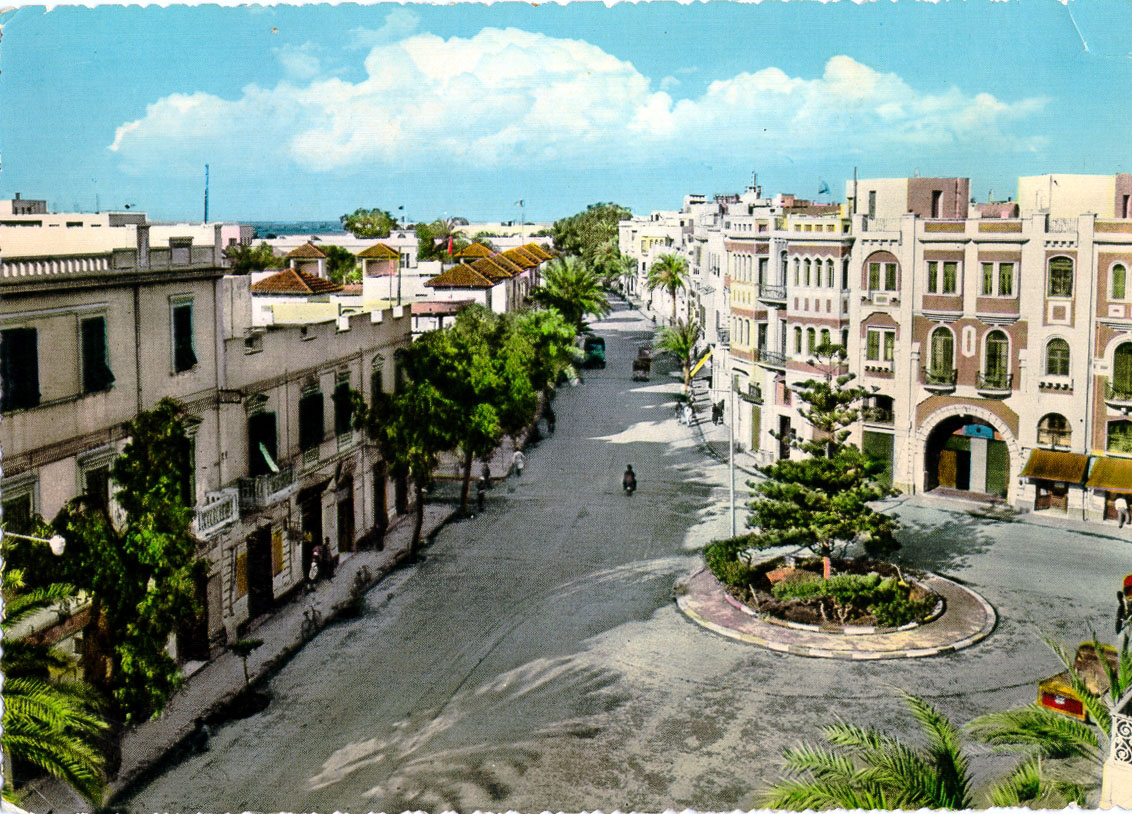
ميدان الشجرة وسط المدينة العام 1964
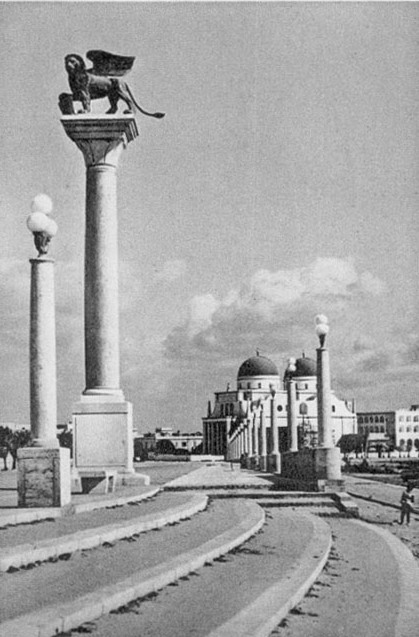
شارع النصر
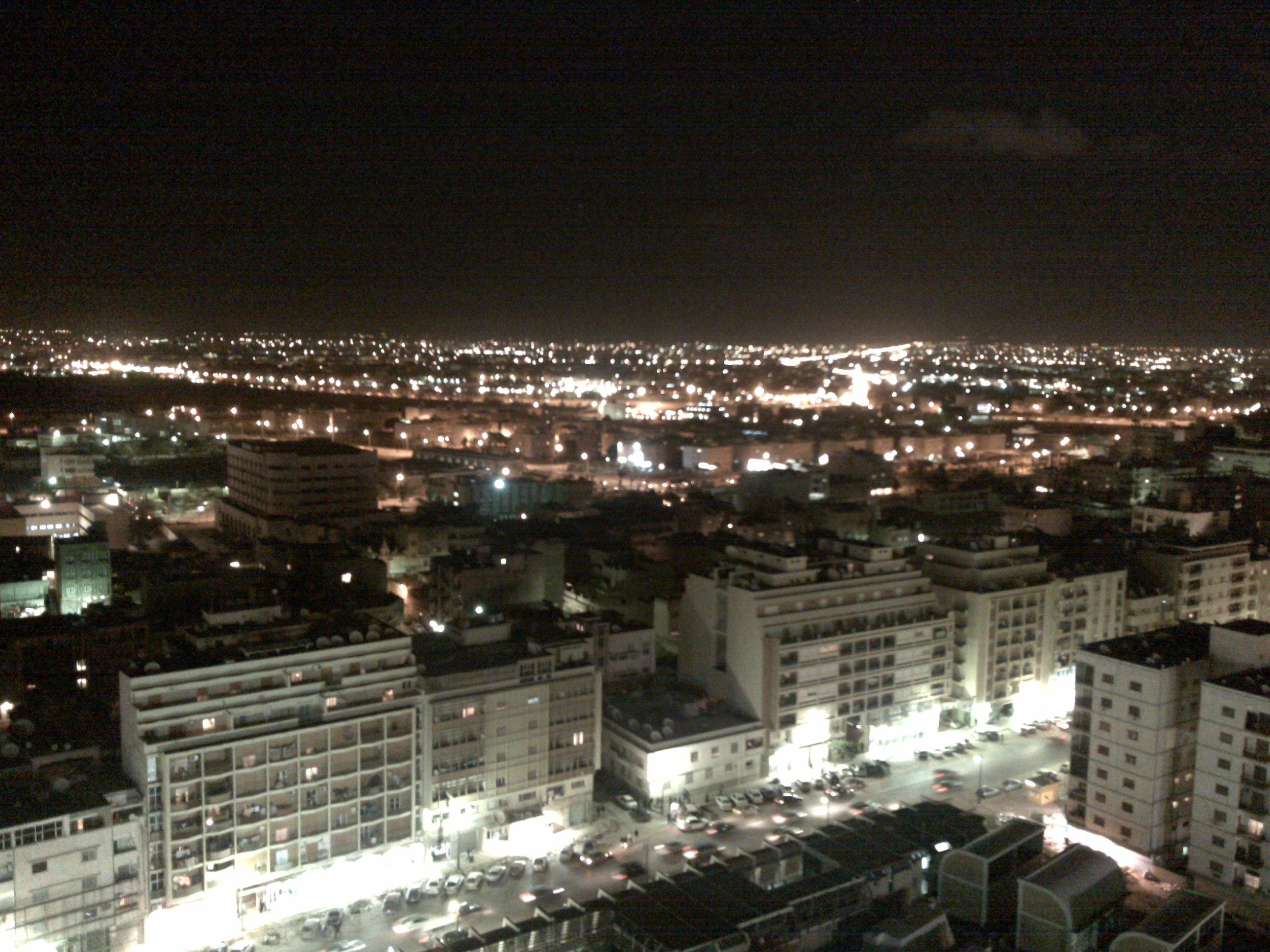
بنغازي في الليل
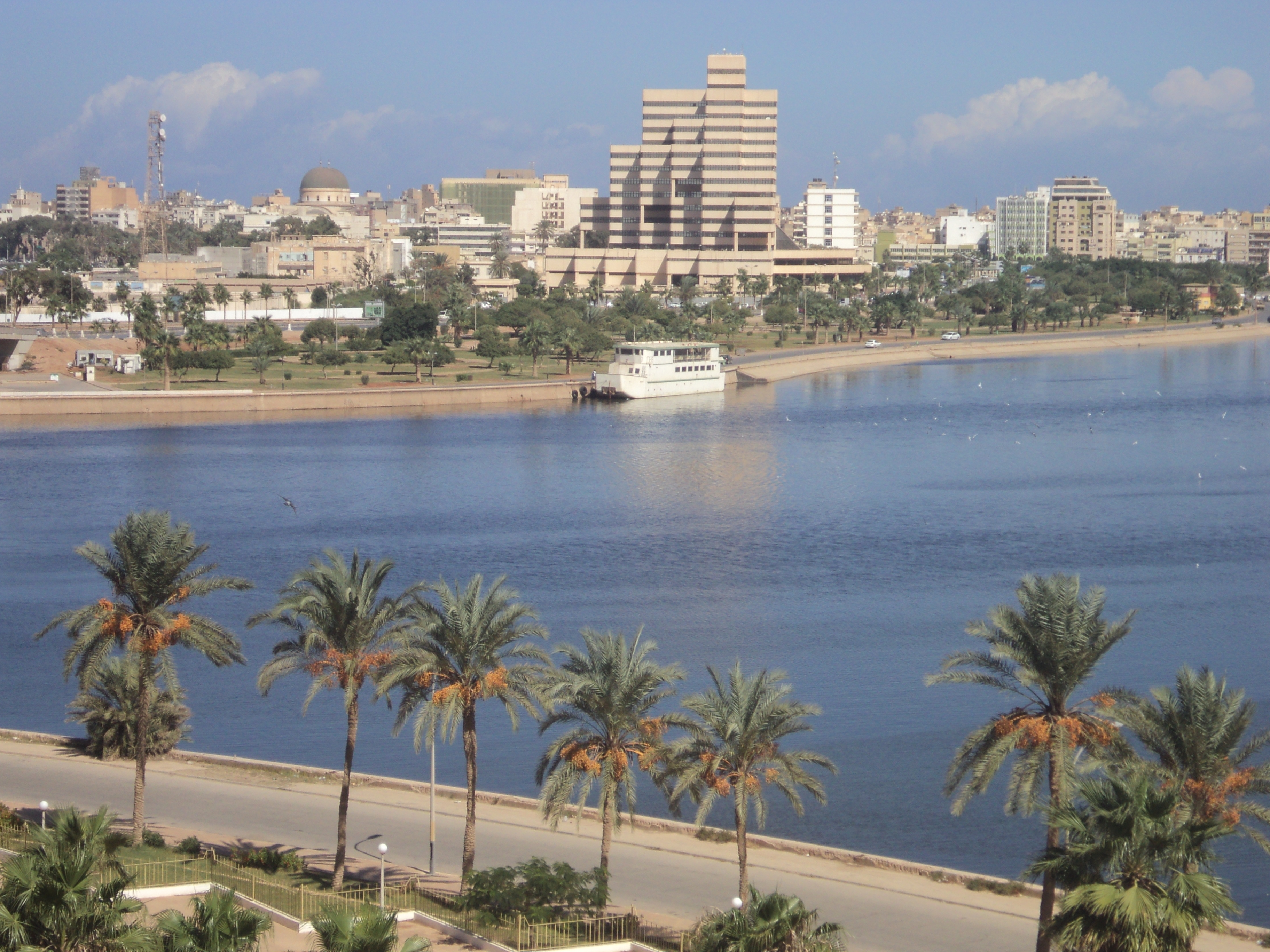
مبنى الدعوة الإسلامية

## وصلات خارجية
- شاهد مدينة بنغازي على جوجل للخرائط